# Liste der Kulturdenkmale in Seifhennersdorf

Wappen von Seifhennersdorf

In der Liste der Kulturdenkmale in Seifhennersdorf sind die Kulturdenkmale der sächsischen Stadt Seifhennersdorf verzeichnet, die bis September 2024 vom Landesamt für Denkmalpflege Sachsen erfasst wurden (ohne archäologische Kulturdenkmale). Die Anmerkungen sind zu beachten.
Diese Aufzählung ist eine Teilmenge der Liste der Kulturdenkmale im Landkreis Görlitz.

## Liste der Kulturdenkmale in Seifhennersdorf
| Bild                                    | Bezeichnung | Lage | Datierung                                                                                                | Beschreibung | ID       |
| --------------------------------------- | --- | --- | --- | --- | -------- |
|                                         | Flussbegrenzung der Mandau und des Leutersdorfer Wassers in bestimmten Bereichen | (Flurstücke 1798/4, 634/8, 764, 481, 475, 1721, 1801, 1808/2, 788, 788a, 620, 26/1, 723, 720/2, 719, 1718, 1797) (Karte) | 19./20. Jahrhundert, teils 1930er Jahre                                                                  | Zumeist in unregelmäßigem Granit und Basalt gemauert, oft beidseitig, einschließlich der in Naturstein gesetzten Treppenabgänge und Wehre (siehe Plan). Dabei an der Mandau entlang des Wanderweges flussabwärts von Am Mittelwehr (Flurstück 1718), An der Läuterau 3 (vor) Treppe und Trittsteine in der Mandau, die Ufermauern Bereich Großer Mühlweg 10 und 12, Grunewaldweg 2, 6, 8, 10 rechtes Ufer, 15, 17, 19 und 21, Bereich Brücke Rumburger Str. 61–63 (Flurstücke 481, 475, 1721) mit den angrenzenden Ufermauern und Brückenköpfen (Brücke selbst ohne Denkmalwert), Bereich Rumburger Straße 69–73 und 127, 129, 131, 133, 135, 137, 139, 152 linkes Ufer, bei Rumburger Straße 141 Wehr, Uferweg 4 / Rumburger Straße 60 und Uferweg 5, 7, 9, 11 linke Bachmauern Wilhelm-Stolle-Weg 3 (bei) Waldfluß-Mündung in die Mandau. Die Ufermauern des Leutersdorfer Wassers: Bereich An der Scheibe 2, 4, 6 (Flurstück 626), 8, 10, 12, 14, 16, 18, bei Nr. 16a und 16 auch die gemauerten Pfosten und Mauerabschnitte des Geländers zur Leutersdorfer Straße in Basalt, Bereich Brücke Gründelstraße (Flurstück 634/8), Bereich Leutersdorfer Straße 1 und 3 (Flurstück 764), Bereich Mönchsbergweg 14, 16, 18, linke Bachseite (Flurstücke 723, 720/2, 719). Flussmauern bei Einmündung des Leutersdorfer Wassers in die Mandau (Flurstück 1801) und Brücke in drei Bögen über die Mandau (Flurstück 1808/2) bei Zollstraße 2. Bedeutung für das Bild und die Identität des Ortes, baugeschichtlich und ortsgeschichtlich von Bedeutung. | 09304536 |
|                                         | Schulgebäude und Turnhalle (einstiger Websaal, Neue Webschule) | Albertstraße 2 (Karte)                                                                                                   | 1926–1928                                                                                                | Im traditionalistischen Stil der 1920er Jahre, baugeschichtlich und ortsgeschichtlich von Bedeutung, erbaut als Fachschule für Textilindustrie | 09274616 |
|                                         | Wohnhaus mit Anbau | Am großen Wehr 2 (Karte)                                                                                                 | Im Kern 18. Jahrhundert, Umbau bezeichnet mit 1875                                                       | Ehemals Umgebindehaus, Obergeschoss Fachwerk verbrettert, mit angebautem Fabrikationsgebäude, baugeschichtlich von Bedeutung | 09271518 |
|                                         | Wohnhaus, ohne Anbau | Am großen Wehr 3 (Karte)                                                                                                 | 18. Jahrhundert, mehrfach verändert                                                                      | Ehemaliges Umgebinde-Doppelstubenhaus, Obergeschoss Fachwerk, baugeschichtlich von Bedeutung | 09271528 |
|                                         | Wohnhaus | Am großen Wehr 4 (Karte)                                                                                                 | Im Kern 18. Jahrhundert, später verändert                                                                | Ehemaliges Umgebindehaus, Obergeschoss Fachwerk, baugeschichtlich von Bedeutung | 09271519 |
| Weitere Bilder                          | Wohnhaus (Umgebinde) | Am großen Wehr 6 (Karte)                                                                                                 | Um 1800                                                                                                  | Doppelstubenhaus, Obergeschoss Fachwerk, baugeschichtlich von Bedeutung | 09271520 |
| Weitere Bilder                          | Wohnhaus (Umgebinde) ohne Anbau | Am großen Wehr 8 (Karte)                                                                                                 | 1. Hälfte 19. Jahrhundert                                                                                | Doppelstubenhaus, Obergeschoss Fachwerk verkleidet, baugeschichtlich von Bedeutung | 09271521 |
|                                         | Wohnhaus | Am großen Wehr 12 (Karte)                                                                                                | Um 1800, mehrfach verändert                                                                              | Ehemaliges Doppelstubenhaus, über beide Geschosse verschalt, baugeschichtlich von Bedeutung | 09271522 |
|                                         | Wohnhaus (Umgebinde) | Am großen Wehr 14 (Karte)                                                                                                | 18. Jahrhundert                                                                                          | Doppelstubenhaus, Obergeschoss Fachwerk, baugeschichtlich von Bedeutung | 09271524 |
|                                         | Wohnhaus | Am großen Wehr 16 (Karte)                                                                                                | Im Kern 1. Hälfte 18. Jahrhundert, mehrfach verändert                                                    | Obergeschoss Fachwerk, verbrettert, baugeschichtlich von Bedeutung | 09271525 |
|                                         | Wohnhaus (Umgebinde) | Am Mittelwehr 1 (Karte)                                                                                                  | 1. Hälfte 19. Jahrhundert                                                                                | Doppelstubenhaus, erste Schule im Ort (nach Auskunft), Blickfang im Ortsbild, weitgehend originale Bausubstanz, baugeschichtlich von Bedeutung | 09274477 |
|                                         | Wohnhaus mit Anbau | Am Mittelwehr 4 (Karte)                                                                                                  | 2. Hälfte 19. Jahrhundert                                                                                | Fachwerk-Obergeschoss, mit weitgehend originaler Bausubstanz, baugeschichtlich von Bedeutung | 09274481 |
|                                         | Wohnhaus (Umgebinde) | Am Mittelwehr 5 (Karte)                                                                                                  | 1. Hälfte 19. Jahrhundert                                                                                | Doppelstubenhaus, Obergeschoss Fachwerk, teilweise verbrettert, baugeschichtlich von Bedeutung | 09274480 |
|                                         | Wohnhaus (Umgebinde), ohne massiven Anbau | Am Mittelwehr 6 (Karte)                                                                                                  | 2. Hälfte 19. Jahrhundert                                                                                | Eingeschossiges Doppelstubenhaus mit Schleppgaupe, bildet zusammen mit Nr. 1 und 8 ein sehr schönes Ensemble nahe dem Bach, baugeschichtlich von Bedeutung | 09274478 |
|                                         | Wohnhaus (Umgebinde) | Am Mittelwehr 8 (Karte)                                                                                                  | 1. Hälfte 19. Jahrhundert                                                                                | Obergeschoss Fachwerk, zweifarbig verschiefert, baugeschichtlich von Bedeutung | 09274479 |
| Weitere Bilder                          | Wohnhaus (Umgebinde) | Am Weißeweg 2 (Karte) | 18. Jahrhundert                                                                                          | Fachwerk-Obergeschoss, verbrettert, baugeschichtlich von Bedeutung | 09271572 |
| Weitere Bilder                          | Wohnhaus (Umgebinde) mit Seitenflügel | Am Weißeweg 3 (Karte) | Im Kern 18. Jahrhundert                                                                                  | Eingeschossiges Doppelstubenhaus mit zweigeschossigem Seitenflügel, Giebel verschiefert, baugeschichtlich von Bedeutung | 09271567 |
| Weitere Bilder                          | Wohnhaus (Umgebinde) | Am Weißeweg 5 (Karte) | Bezeichnet mit 1869                                                                                      | Mit Fachwerk-Obergeschoss, schönes Türportal, Dachhecht, baugeschichtlich von Bedeutung | 09271568 |
| Weitere Bilder                          | Wohnhaus (Umgebinde) | Am Weißeweg 7 (Karte) | Um 1800                                                                                                  | Doppelstubenhaus, Fachwerk-Obergeschoss verbrettert, baugeschichtlich von Bedeutung | 09271569 |
| Weitere Bilder                          | Wohnhaus (Umgebinde) | Am Weißeweg 8 (Karte) | Um 1800                                                                                                  | Mit Fachwerk-Obergeschoss, teilweise verschiefert, baugeschichtlich von Bedeutung | 09271576 |
|                                         | Wohnhaus | Am Weißeweg 11 (Karte)                                                                                                   | Um 1800                                                                                                  | Fachwerk-Obergeschoss, Dachhecht, baugeschichtlich von Bedeutung | 09271570 |
|                                         | Wohnhaus (Umgebinde) | Am Weißeweg 13 (Karte)                                                                                                   | Im Kern 18. Jahrhundert, Umbau bezeichnet mit 1894                                                       | Fachwerk-Obergeschoss verkleidet, Dachhecht, baugeschichtlich von Bedeutung | 09271571 |
| Weitere Bilder                          | Wohnhaus (Umgebinde) mit Anbau | Am Weißeweg 15 (Karte)                                                                                                   | Bezeichnet mit 1846                                                                                      | Doppelstubenhaus, Fachwerk-Obergeschoss verkleidet, schönes Türportal, baugeschichtlich von Bedeutung | 09271552 |
|                                         | Wohnhaus (Umgebinde) mit Seitenflügel | Am Weißeweg 17 (Karte)                                                                                                   | Im Kern 18. Jahrhundert                                                                                  | Mit Fachwerk-Obergeschoss, baugeschichtlich von Bedeutung | 09271557 |
|                                         | Wohnhaus (Umgebinde) | Am Weißeweg 19 (Karte)                                                                                                   | 2. Hälfte 18. Jahrhundert                                                                                | Doppelstubenhaus, Obergeschoss Fachwerk, verbrettert, Dachhecht, baugeschichtlich von Bedeutung | 09271575 |
| Weitere Bilder                          | Wohnhaus (Umgebinde) | Am Weißeweg 23 (Karte)                                                                                                   | 1. Hälfte 17. Jahrhundert, später verändert                                                              | Einer der letzten Zeugnisse früher Stockwerksbauweise im oberen Mandautal, dokumentiert sinnfällig Übergang zur Dreijochigkeit (Entwicklungsgeschichte des Umgebindes/Hausforschung), hausgeschichtlich und baugeschichtlich von Bedeutung | 09271574 |
| Weitere Bilder                          | Wohnhaus (Umgebinde) | Am Weißeweg 25 (Karte)                                                                                                   | Im Kern 18. Jahrhundert, mehrfach verändert                                                              | Fachwerk-Obergeschoss verbrettert, baugeschichtlich von Bedeutung | 09271573 |
| Weitere Bilder                          | Wohnhaus (Umgebinde) | Am Weißeweg 27 (Karte)                                                                                                   | Bezeichnet mit 1852                                                                                      | Doppelstubenhaus, Obergeschoss Fachwerk, baugeschichtlich von Bedeutung | 09271577 |
|                                         | Wohnhaus mit Anbau, vermutlich ehemaliges Faktorenhaus | An der Aue 3 (Karte) | 1. Hälfte 19. Jahrhundert                                                                                | Wohnhaus ehemals Umgebinde, Obergeschoss Fachwerk, kunstvoll in Steinoptik verbrettert, baugeschichtlich von Bedeutung | 09274451 |
| Direkt Bild zu diesem Denkmal hochladen | Wohnhaus (Umgebinde) | An der Läuterau 1 (Karte)                                                                                                | Um 1850                                                                                                  | Doppelstubenhaus, Fachwerk-Obergeschoss, mit Dachhecht, baugeschichtlich von Bedeutung | 09270498 |
|                                         | Wohnhaus (Umgebinde) mit Anbau | An der Läuterau 2 (Karte)                                                                                                | Ende 18. Jahrhundert                                                                                     | Oberstock zeigt zur Warnsdorfer Straße breite horizontale Verbretterung oder Blockwände, möglicherweise einzige Oberstock-Blockwandkonstruktion im Ort, ortsbildbestimmendes Bauwerk, baugeschichtlich von Bedeutung | 09274786 |
|                                         | Wohnhaus (Umgebinde) mit Anbau | An der Läuterau 3 (Karte)                                                                                                | Ende 18. Jahrhundert                                                                                     | Doppelstubenhaus, Obergeschoss Fachwerk, verschiefert, baugeschichtlich von Bedeutung | 09274769 |
|                                         | Wohnhaus (Umgebinde) und Nebengebäude | An der Läuterau 6 (Karte)                                                                                                | Frühes 19. Jahrhundert                                                                                   | Wohnhaus Doppelstubenhaus, mit Fachwerk-Obergeschoss, teilweise verbrettert, für Ortsbild wichtig, eingeschossiges Nebengebäude massiv mit Fachwerk-Giebel, baugeschichtlich von Bedeutung | 09274770 |
|                                         | Wohnhaus (Umgebinde) mit Anbau | An der Läuterau 7 (Karte)                                                                                                | Um 1800                                                                                                  | Eingeschossiges Umgebindehaus, mit Dachhecht, baugeschichtlich von Bedeutung | 09274768 |
| Direkt Bild zu diesem Denkmal hochladen | Entwässerungskanal | An der Läuterau 8, 10, 11 (Karte)                                                                                        | 19. Jahrhundert                                                                                          | Einlauf oberhalb von An der Läuterau 11 am Hang, entwässert bei An der Läuterau 8 in die Mandau, in Naturstein gemauerter Ein- und Auslauf und Gewölbebogen, bau- und ortsgeschichtlich von Bedeutung | 09307180 |
|                                         | Wohnhaus | An der Läuterau 8 (Karte)                                                                                                | Mitte 19. Jahrhundert                                                                                    | Obergeschoss Fachwerk, verkleidet, an der rechten Seite eingezogen (der Wegeführung angepasst), dadurch „hängendes Dach“, möglicherweise ursprünglich „Färbehäus'l“, baugeschichtlich und ortsbildprägend von Bedeutung | 09274766 |
|                                         | Wohnhaus (Umgebinde) mit Anbau | An der Läuterau 9 (Karte)                                                                                                | Vermutlich noch 18. Jahrhundert                                                                          | Eingeschossiges Umgebindehaus, baugeschichtlich von Bedeutung | 09274767 |
|                                         | Wohnhaus (Umgebinde) | An der Läuterau 10 (Karte)                                                                                               | Frühes 19. Jahrhundert                                                                                   | Mit Fachwerk-Obergeschoss, baugeschichtlich von Bedeutung | 09274765 |
| Weitere Bilder                          | Wohnhaus (Umgebinde) mit Seitenflügel | An der Läuterau 11 (Karte)                                                                                               | Um 1800                                                                                                  | Obergeschoss Fachwerk, geschweifter Holztürstock, Dachhecht, baugeschichtlich von Bedeutung | 09274764 |
| Direkt Bild zu diesem Denkmal hochladen | Wohnhaus | An der Läuterau 14 (Karte)                                                                                               | 1779 | Eingeschossig, massiv, mit Satteldach mit einem auffällig schönen Hecht auf der Straßenseite, ursprünglich Umgebindehaus, selbiges später massiv ersetzt, erhalten die Blockstube mit Kriecher-Decker und Schiebeläden, an einem Deckenbalken die Jahreszahl 1779 eingekerbt, was zweifellos der Bauzeit des Umgebindehauses entspricht, bau- und ortsgeschichtlich von Bedeutung | 09307179 |
|                                         | Wohnhaus (Umgebinde) | An der Läuterau 16 (Karte)                                                                                               | Um 1800                                                                                                  | Obergeschoss Fachwerk, zweifarbig verschiefert, wichtig für Ortsbild und Sichtbeziehung, baugeschichtlich von Bedeutung | 09274756 |
|                                         | Wohnhaus (Umgebinde) | An der Läuterau 17 (Karte)                                                                                               | Bezeichnet mit 1779                                                                                      | Durch Hanglage vorn auf hohem Kellergeschoss, Obergeschoss Fachwerk verbrettert, baugeschichtlich von Bedeutung | 09274760 |
|                                         | Wohnhaus (Umgebinde) | An der Läuterau 21 (Karte)                                                                                               | Um 1800                                                                                                  | Eingeschossiges Umgebindehaus, Blickfang, baugeschichtlich von Bedeutung | 09274763 |
|                                         | Wohnhaus (Umgebinde) | An der Läuterau 23 (Karte)                                                                                               | Um 1800                                                                                                  | Eingeschossiges Doppelstubenhaus, baugeschichtlich von Bedeutung | 09274762 |
|                                         | Wohnstallhaus (Umgebinde) eines Bauernhofes | An der Läuterau 24 (Karte)                                                                                               | Frühes 19. Jahrhundert, Umbau bezeichnet mit 1880                                                        | Mit Fachwerk-Obergeschoss, zum Teil in Art einer Oberlaube ausgebildet, baugeschichtlich von Bedeutung | 09274469 |
|                                         | Wohnhaus (Umgebinde) | An der Läuterau 25 (Karte)                                                                                               | Bezeichnet mit 1807                                                                                      | Doppelstubenhaus, Obergeschoss Fachwerk, verbrettert, baugeschichtlich von Bedeutung | 09274761 |
|                                         | Wohnhaus (Umgebinde) | An der Läuterau 27 (Karte)                                                                                               | Im Kern 18. Jahrhundert                                                                                  | Obergeschoss Fachwerk, verbrettert, steht als einziges Haus der Läuterau-Bebauung mit dem Giebel zur Straße, baugeschichtlich von Bedeutung | 09274759 |
|                                         | Wohnhaus (Umgebinde) | An der Läuterau 29 (Karte)                                                                                               | Vermutlich noch 18. Jahrhundert                                                                          | Eingeschossiges Doppelstubenhaus, Giebel zweifarbig verschiefert, baugeschichtlich von Bedeutung | 09274758 |
|                                         | Wohnhaus (Umgebinde, mit Oberlaube) | An der Läuterau 31 (Karte)                                                                                               | Mitte 18. Jahrhundert, mehrfach verändert                                                                | Doppelstubenhaus mit vorkragender Oberlaube, Fachwerk-Obergeschoss verkleidet, baugeschichtlich von Bedeutung | 09274757 |
| Weitere Bilder                          | Wohnstallhaus (Nr. 33, Umgebinde), Ausgedingehaus (Nr. 33a, Umgebinde), Wirtschaftsgebäude und Scheune eines Bauernhofes | An der Läuterau 33, 33a (Karte)                                                                                          | Um 1800                                                                                                  | Gebäude mit Fachwerk-Obergeschoss, auch Wirtschaftsgebäude Obergeschoss Fachwerk, Bauernhof durch Hanglage ortsbildbestimmend | 09274835 |
|                                         | Wohnhaus (Umgebinde) | An der Läuterau 39 (Karte)                                                                                               | Frühes 19. Jahrhundert                                                                                   | Mit Fachwerk-Obergeschoss, baugeschichtlich von Bedeutung | 09274548 |
|                                         | Ausgedingehaus zu Nr. 39 | An der Läuterau 39a (Karte)                                                                                              | Frühes 19. Jahrhundert                                                                                   | Obergeschoss Fachwerk, verbrettert, eines der letzten gut erhaltenen Häuser dieser Art im Ort, baugeschichtlich und sozialgeschichtlich von Bedeutung | 09274549 |
| Weitere Bilder                          | Wohnhaus (Umgebinde) | An der Scheibe 1 (Karte)                                                                                                 | Um 1850                                                                                                  | Doppelstubenhaus, Obergeschoss Fachwerk, Dachhecht, weitgehend originale Bausubstanz, baugeschichtlich von Bedeutung | 09274641 |
| Weitere Bilder                          | Wohnhaus (Umgebinde) | An der Scheibe 3 (Karte)                                                                                                 | Um 1800                                                                                                  | Obergeschoss Fachwerk, verbrettert, Dachhecht, baugeschichtlich von Bedeutung | 09274644 |
|                                         | Wohnstallhaus (Umgebinde) und Scheune sowie Hofpflasterung und Mauer eines ehemaligen Dreiseithofes (mit Nr. 5a) | An der Scheibe 5 (Karte)                                                                                                 | Bezeichnet mit 1846                                                                                      | Fachwerk-Scheune mit Kreuzstrebengefüge, Wohnstallhaus mit Fachwerk-Obergeschoss, teilweise verbrettert, schöne Türportal, baugeschichtlich und wirtschaftsgeschichtlich von Bedeutung | 09274643 |
|                                         | Wohnhaus (Umgebinde) | An der Scheibe 6 (Karte)                                                                                                 | 2. Hälfte 18. Jahrhundert                                                                                | Doppelstubenhaus | 09274642 |
|                                         | Wohnhaus (Umgebinde), baulich verbunden mit Nr. 18 | An der Scheibe 16 (Karte)                                                                                                | 1. Hälfte 19. Jahrhundert                                                                                | Blickfang im Straßenbild, direkt am Leutersdorfer Wasser gelegen, Obergeschoss Fachwerk, baugeschichtlich von Bedeutung | 09274639 |
|                                         | Wohnhaus, baulich verbunden mit Nr. 16 | An der Scheibe 18 (Karte)                                                                                                | 1. Hälfte 19. Jahrhundert                                                                                | Blickfang im Straßenbild, direkt am Leutersdorfer Wasser gelegen, Obergeschoss Fachwerk, zweifarbig verschiefert, ehemaliges Umgebindehaus, Dachhecht, baugeschichtlich von Bedeutung | 09274640 |
| Weitere Bilder                          | Wohnhaus | Arno-Förster-Straße 1 (Karte)                                                                                            | Im Kern 18. Jahrhundert                                                                                  | Ehemaliges Umgebindehaus, Obergeschoss Fachwerk, baugeschichtlich von Bedeutung | 09274627 |
|                                         | Wohnhaus (Umgebinde) | Arno-Förster-Straße 2 (Karte)                                                                                            | Um 1800                                                                                                  | Obergeschoss Fachwerk, verbrettert, baugeschichtlich von Bedeutung | 09274628 |
| Weitere Bilder                          | Wohnstallhaus (Umgebinde) mit Anbauten | Arno-Förster-Straße 3 (Karte)                                                                                            | 1. Hälfte 19. Jahrhundert                                                                                | Doppelstubenhaus, Obergeschoss Fachwerk, verbrettert, baugeschichtlich von Bedeutung | 09274625 |
| Weitere Bilder                          | Wohnhaus (Umgebinde) ohne Anbauten, dazu im Garten Schranke, Weichenbock, Kurbelstellwerk und Läutwerk aus den Anfängen der Eisenbahn in Seifhennersdorf                                                                     | Arno-Förster-Straße 6 (Karte)                                                                                            | Laut Auskunft 1806                                                                                       | Wohnhaus mit Fachwerk-Obergeschoss, Dachhecht, baugeschichtlich von Bedeutung, Bahnanlagenteile technikgeschichtlich von Bedeutung | 09274629 |
| Weitere Bilder                          | Wohnstallhaus (Umgebinde) mit Seitenflügel und Scheune eines Bauernhofes | Arno-Förster-Straße 7 (Karte)                                                                                            | 1. Hälfte 18. Jahrhundert                                                                                | Wohnstallhaus Obergeschoss Fachwerk mit seltenen Kreuzstreben, Fachwerk-Scheune mit Kreuzstreben, bildet zusammen mit Arno-Förster-Straße 9 eine Einheit | 09274624 |
| Weitere Bilder                          | Wohnstallhaus (Umgebinde), vermutlich ehemaliges Faktorenhaus, und Scheune eines Winkelhofes | Arno-Förster-Straße 9 (Karte)                                                                                            | Bezeichnet mit 1755                                                                                      | Fachwerk-Obergeschoss des Wohnstallhauses verbrettert bzw. verputzt, Dachhecht, prächtiges barockes Korbbogenportal, baugeschichtlich von Bedeutung, Scheune mit seltenem Kreuzstrebengefüge von wissenschaftlich-dokumentarischem Wert, bildet mit Nr. 7 eine Einheit | 09274623 |
|                                         | Wohnhaus (Umgebinde) | August-Hoffmann-Straße 6 (Karte)                                                                                         | Frühes 19. Jahrhundert                                                                                   | Doppelstubenhaus, Fachwerk-Obergeschoss verkleidet, für Ortsbild wichtig, baugeschichtlich von Bedeutung | 09274690 |
|                                         | Wohnhaus (Umgebinde) | August-Hoffmann-Straße 8 (Karte)                                                                                         | Frühes 19. Jahrhundert                                                                                   | Eingeschossiges Doppelstubenhaus, schöner Dachhecht, wichtig für Ortsbild, baugeschichtlich von Bedeutung | 09274689 |
| Weitere Bilder                          | Empfangsgebäude des Bahnhofs | Bahnhofstraße 1 (Karte)                                                                                                  | 1874 | Bahnstrecke Mittelherwigsdorf–Varnsdorf–Eibau; repräsentatives Gebäude in mehreren Teilen, baugeschichtlich und ortsgeschichtlich von Bedeutung | 09274610 |
|                                         | Postamt und Nebengebäude im Hof | Bahnhofstraße 6 (Karte)                                                                                                  | Um 1890                                                                                                  | Historisierender Klinkerbau in Ecklage zur Poststraße, baugeschichtlich und ortsgeschichtlich von Bedeutung | 09271541 |
|                                         | Bahnhofswirtschaft oder -hotel, mit Garten und Einfriedung | Bahnhofstraße 8, 8a (Karte)                                                                                              | Um 1900                                                                                                  | Repräsentativer Historismus, straßenbildprägender massiger Eckturm (Zierfachwerk, geschweifte Haube und Laterne), zur Straße im Obergeschoss Erker, zum Teil Farbglasfenster erhalten, große, parkähnliche Gartenanlage mit dendrologischen Seltenheiten, baugeschichtlich und ortsgeschichtlich von Bedeutung | 09271542 |
|                                         | Straßenbrücke über die Mandau | Bräuerstraße, neben Nr. 11 (Karte)                                                                                       | 19. Jahrhundert                                                                                          | Straßenbrücke über die Mandau; zur Rumburger Straße, Einbogenbrücke, baugeschichtlich von Bedeutung | 09274495 |
|                                         | Wohnhaus (Umgebinde) eines Bauernhofes | Bräuerstraße 5 (Karte)                                                                                                   | Im Kern Ende 18. Jahrhundert                                                                             | Seltene Umgebinde-Konstruktion von wissenschaftlich-dokumentarischem Wert, Obergeschoss Fachwerk, baugeschichtlich von Bedeutung | 09274461 |
| Weitere Bilder                          | Wohnhaus (Umgebinde) | Bräuerstraße 6 (Karte)                                                                                                   | 19. Jahrhundert, im Kern eventuell älter                                                                 | Eingeschossiges Umgebindehaus, baugeschichtlich von Bedeutung | 09274599 |
| Weitere Bilder                          | Wohnhaus (Umgebinde) | Bräuerstraße 8 (Karte)                                                                                                   | 2. Hälfte 19. Jahrhundert                                                                                | Obergeschoss Fachwerk, verschiefert, aufwändig gestaltete Umgebindekonstruktion, baugeschichtlich von Bedeutung | 09274594 |
| Weitere Bilder                          | Wohnhaus (Umgebinde) | Bräuerstraße 10 (Karte)                                                                                                  | 1. Hälfte 19. Jahrhundert                                                                                | Doppelstubenhaus, Obergeschoss Fachwerk, verbrettert, Dachhecht, baugeschichtlich von Bedeutung | 09274595 |
| Weitere Bilder                          | Wohnhaus (Umgebinde) mit Anbau | Bräuerstraße 11 (Karte)                                                                                                  | 1. Hälfte 19. Jahrhundert                                                                                | Eingeschossiges Umgebindehaus, schöner Dachhecht, rückseitig zweigeschossiger Anbau mit Fachwerk-Obergeschoss, zweifarbig verschiefert, baugeschichtlich von Bedeutung | 09274492 |
| Weitere Bilder                          | Wohnhaus (Umgebinde) ohne Anbau | Bräuerstraße 12 (Karte)                                                                                                  | Um 1800                                                                                                  | Obergeschoss Fachwerk, zweifarbig verschiefert, baugeschichtlich von Bedeutung | 09274444 |
|                                         | Wohnhaus (Umgebinde) | Bräuerstraße 13 (Karte)                                                                                                  | 1. Hälfte 19. Jahrhundert                                                                                | Eingeschossiges Umgebindehaus, schöner Dachhecht, ehemals Insellage zwischen Mandau und Mühlgraben, baugeschichtlich von Bedeutung | 09274493 |
| Weitere Bilder                          | Wohnhaus (Umgebinde) mit rückwärtigem Anbau und angebautes Seitengebäude | Bräuerstraße 18 (Karte)                                                                                                  | Bezeichnet mit 1827                                                                                      | Obergeschoss Fachwerk, zum Teil verbrettert, L-förmige Hofanlage, baugeschichtlich von Bedeutung | 09274445 |
| Weitere Bilder                          | Wohnhaus (Umgebinde) | Bräuerstraße 24 (Karte)                                                                                                  | Um 1850                                                                                                  | Vermutlich ehemaliges Faktorenhaus, Doppelstubenhaus, Obergeschoss Fachwerk, zweifarbig verschiefert, schöne Hauseingangstür, baugeschichtlich von Bedeutung | 09274446 |
| Weitere Bilder                          | Wohnhaus (Umgebinde) mit Anbau | Bräuerstraße 26 (Karte)                                                                                                  | 1. Hälfte 19. Jahrhundert                                                                                | Doppelstubenhaus, Obergeschoss Fachwerk, verkleidet, baugeschichtlich von Bedeutung | 09274447 |
| Weitere Bilder                          | Wohnhaus (Umgebinde) ohne Anbau | Bräuerstraße 28 (Karte)                                                                                                  | 1. Hälfte 19. Jahrhundert                                                                                | Doppelstubenhaus, Obergeschoss Fachwerk, baugeschichtlich von Bedeutung | 09274448 |
| Weitere Bilder                          | Wohnhaus (Umgebinde), mit Handschwengelpumpe sowie Einfriedung | Bräuerstraße 30 (Karte)                                                                                                  | 1. Hälfte 19. Jahrhundert                                                                                | Doppelstubenhaus, Obergeschoss Fachwerk, zweifarbig verschiefert, für Ortsbild wegen Lage an Wegekreuzung besonders wichtig, baugeschichtlich von Bedeutung | 09274490 |
| Weitere Bilder                          | Wohnhaus (Umgebinde) | Bräuerstraße 32 (Karte)                                                                                                  | 1. Hälfte 19. Jahrhundert                                                                                | Doppelstubenhaus, Obergeschoss Fachwerk, zweifarbig ornamental verschiefert, baugeschichtlich von Bedeutung | 09274491 |
|                                         | Straßenbrücke über die Mandau (Conrad-Brücke, im Volksmund „Achtung-Brücke“) | Conradstraße (Karte) | Bezeichnet mit 1835                                                                                      | Zur Rumburger Straße, Einbogenbrücke aus Quader- und Bruchsteinmauerwerk, unverputzt, baugeschichtlich von Bedeutung | 09274512 |
| Weitere Bilder                          | Wohnstallhaus (Umgebinde) | Conradstraße 2 (Karte)                                                                                                   | Bezeichnet mit 1829                                                                                      | Doppelstubenhaus, Obergeschoss Fachwerk, teilweise verschiefert, schönes Türportal, mit weitgehend originaler Bausubstanz, Blickfang im Ortsbild, baugeschichtlich von Bedeutung | 09274532 |
|                                         | Wohnhaus | Conradstraße 4 (Karte)                                                                                                   | 1. Hälfte 19. Jahrhundert                                                                                | Obergeschoss Fachwerk verbrettert, Dachhecht, ehemaliges Umgebindehaus, an Wegekreuzung Blickfang im Ortsbild, baugeschichtlich von Bedeutung | 09274530 |
|                                         | Gasthaus „Zum Dorfkrug“ (Umgebinde) mit Vorbau | Dr.-Külz-Straße 2 (Karte)                                                                                                | 1860, später verändert                                                                                   | Obergeschoss Fachwerk, verputzt, Dachhecht, schöner Verandenvorbau, baugeschichtlich und ortsgeschichtlich von Bedeutung | 09271560 |
|                                         | Wohnhaus (Umgebinde) mit Anbau | Dr.-Külz-Straße 4 (Karte)                                                                                                | 18. Jahrhundert                                                                                          | Doppelstubenhaus, Obergeschoss Fachwerk, verbrettert, mit massivem Anbau, ehemals Bäckerei, baugeschichtlich von Bedeutung | 09271562 |
|                                         | Wohnhaus (Umgebinde) | Dr.-Külz-Straße 6 (Karte)                                                                                                | 1. Hälfte 19. Jahrhundert                                                                                | Doppelstubenhaus, Obergeschoss Fachwerk, verbrettert, weitgehend originale Bausubstanz, baugeschichtlich von Bedeutung | 09274619 |
| Direkt Bild zu diesem Denkmal hochladen | Fabrikflügel (Buntweberei P. Rentsch, VEB Buntweberei Seifhennersdorf, VEB Lautex) | Dr.-Külz-Straße 8 (Karte)                                                                                                | Um 1910                                                                                                  | Jüngster und überaus moderner Bau der Buntweberei, Sockelgeschoss, hohes Erdgeschoss und zwei hohe Obergeschosse, ein drittes Obergeschoss und ein flach geneigtes Dach, auffällig am Bau die hohe Wandauflösung in Erdgeschoss und zwei Obergeschossen, bau-, wirtschafts- und ortsgeschichtlich von Bedeutung | 09307178 |
|                                         | Wohnhaus (Umgebinde) | Enge Gasse 1 (Karte) | Im Kern 18. Jahrhundert, später verändert                                                                | Doppelstubenhaus, Fachwerk-Obergeschoss verbrettert, baugeschichtlich von Bedeutung, wegen alter Umgebinde-Konstruktion von besonderem wissenschaftlich-dokumentarischen Wert | 09274527 |
|                                         | Wohnhaus (Umgebinde) | Enge Gasse 2 (Karte) | 1. Drittel 19. Jahrhundert                                                                               | Obergeschoss Fachwerk, teilweise verschiefert, baugeschichtlich von Bedeutung | 09274526 |
|                                         | Wohnhaus (Umgebinde) mit Anbau | Eschenweg 1 (Karte) | 18. Jahrhundert                                                                                          | Eingeschossiges Umgebindehaus mit zweigeschossigem Anbau, baugeschichtlich von Bedeutung | 09271563 |
|                                         | Wohnhaus | Eschenweg 2 (Karte) | Bezeichnet mit 1870, im Kern älter                                                                       | Obergeschoss Fachwerk, vermutlich ehemals Umgebindehaus, baugeschichtlich von Bedeutung | 09271566 |
|                                         | Wohnhaus (Umgebinde) | Eschenweg 3 (Karte) | Um 1800, Umbau bezeichnet mit 1868                                                                       | Mit Fachwerk-Obergeschoss, Dachhecht, baugeschichtlich von Bedeutung | 09271564 |
| Weitere Bilder                          | Wohnhaus (Umgebinde) | Eschenweg 5 (Karte) | Um 1800                                                                                                  | Doppelstubenhaus, Obergeschoss Fachwerk, teilweise verkleidet, Dachhecht, baugeschichtlich von Bedeutung | 09271565 |
|                                         | Steinbank und Wassertrog vor Eingangstür eines Wohnhauses | Feldhäuserweg 8 (Karte)                                                                                                  | 1. Hälfte 19. Jahrhundert                                                                                | In Granit, wirtschaftsgeschichtlich von Bedeutung | 09274551 |
|                                         | Wohnhaus (Umgebinde) | Gärtnerstraße 5 (Karte)                                                                                                  | 2. Drittel 19. Jahrhundert                                                                               | Doppelstubenhaus, Obergeschoss Fachwerk, hölzerner Türstock, weitgehend originale Bausubstanz, baugeschichtlich von Bedeutung | 09274520 |
|                                         | Obere Schule | Gärtnerstraße 7 (Karte)                                                                                                  | Bezeichnet mit 1894                                                                                      | Dreigeschossiger Massivbau mit sparsamem historistischen Bauschmuck, im Stil der Neorenaissance, baugeschichtlich und ortsgeschichtlich von Bedeutung | 09274519 |
|                                         | Wohnhaus (Umgebinde) und Einfriedung | Grenzweg 1 (Karte) | 1. Hälfte 19. Jahrhundert                                                                                | Doppelstubenhaus, Obergeschoss Fachwerk, verbrettert, hölzerner Türstock, baugeschichtlich von Bedeutung, Granitpfosten-Einfriedung | 09274554 |
|                                         | Wohnhaus (Umgebinde) | Grenzweg 2 (Karte) | 18. Jahrhundert                                                                                          | Obergeschoss Fachwerk, teilweise verbrettert, im Ort seltenes Fachwerkgefüge (Kreuzstreben), von wissenschaftlich-dokumentarischem Wert, baugeschichtlich von Bedeutung | 09274564 |
| Weitere Bilder                          | Wohnhaus (Umgebinde) | Grenzweg 3 (Karte) | 1. Hälfte 19. Jahrhundert, im Kern älter                                                                 | Doppelstubenhaus, Obergeschoss Fachwerk, Dachhecht, hölzerner Türstock, Umgebinde mit profilierten Säulen, baugeschichtlich von Bedeutung | 09274550 |
|                                         | Wohnhaus (Umgebinde) ohne Anbau | Großer Mühlweg 1 (Karte)                                                                                                 | Vermutlich noch 18. Jahrhundert                                                                          | Doppelstubenhaus, Obergeschoss Fachwerk, Dachhecht, wichtig für Ortsbild/Sichtbeziehung, baugeschichtlich von Bedeutung | 09274771 |
|                                         | Wohnhaus (Umgebinde) | Großer Mühlweg 5 (Karte)                                                                                                 | Um 1800                                                                                                  | Doppelstubenhaus, Obergeschoss Fachwerk, verkleidet, wichtig für Ortsbild/Sichtbeziehung, baugeschichtlich von Bedeutung | 09274773 |
|                                         | Wohnhaus der ehemaligen Steinmühle | Großer Mühlweg 6 (Karte)                                                                                                 | 1737, im Kern älter                                                                                      | Vermutlich eines der ältesten Gebäude des Ortes, wichtig für Ortsbild und Sichtbeziehung, baugeschichtlich und ortsgeschichtlich von Bedeutung | 09274772 |
|                                         | Wohnhaus (Umgebinde) und Nebengebäude | Großer Mühlweg 8 (Karte)                                                                                                 | Frühes 19. Jahrhundert                                                                                   | Obergeschoss Fachwerk, schönes Türportal, zwei nebeneinanderliegende Dachhechte, wichtig für Ortsbild, baugeschichtlich von Bedeutung | 09274775 |
|                                         | Wohnhaus (Umgebinde) | Großer Mühlweg 9 (Karte)                                                                                                 | Frühes 19. Jahrhundert                                                                                   | Doppelstubenhaus, Obergeschoss Fachwerk, verbrettert, baugeschichtlich von Bedeutung | 09274774 |
|                                         | Wohnhaus (Umgebinde) | Großer Mühlweg 12 (Karte)                                                                                                | Im Kern wohl 1. Hälfte 18. Jahrhundert                                                                   | Doppelstubenhaus, Langständerbau mit Kreuzstreben, wichtig für Ortsbild/Sichtbeziehung, haus- und baugeschichtlich von Bedeutung | 09274776 |
|                                         | Wohnhaus (Umgebinde) | Großer Mühlweg 13 (Karte)                                                                                                | Um 1800                                                                                                  | Obergeschoss Fachwerk, verkleidet, schönes Korbbogenportal, baugeschichtlich von Bedeutung, ehemals Fleischerei | 09274781 |
|                                         | Wohnhaus (Umgebinde) | Großer Mühlweg 14 (Karte)                                                                                                | 1. Hälfte 19. Jahrhundert                                                                                | Doppelstubenhaus, Obergeschoss Fachwerk, verbrettert, Dachhecht, wichtig für Ortsbild/Sichtbeziehung, baugeschichtlich von Bedeutung | 09274777 |
|                                         | Wohnhaus (Umgebinde) | Großer Mühlweg 16 (Karte)                                                                                                | Frühes 19. Jahrhundert                                                                                   | Eingeschossiges Doppelstubenhaus, Dachhecht, Giebel zweifarbig verschiefert, wichtig für Ortsbild/Sichtbeziehung, baugeschichtlich von Bedeutung | 09274778 |
|                                         | Wohnhaus (Umgebinde) | Großer Mühlweg 18 (Karte)                                                                                                | Um 1800                                                                                                  | Eingeschossiges Doppelstubenhaus, Dachhecht, Giebel verschiefert, wichtig für Ortsbild, baugeschichtlich von Bedeutung | 09274779 |
|                                         | Wohnhaus (Umgebinde) | Großer Mühlweg 20 (Karte)                                                                                                | Bezeichnet mit 1871, im Kern älter                                                                       | Doppelstubenhaus, Obergeschoss Fachwerk, verbrettert, schönes Türportal, baugeschichtlich von Bedeutung | 09274780 |
| Weitere Bilder                          | Wohnhaus (Umgebinde) | Gründelstraße 2 (Karte)                                                                                                  | Um 1800                                                                                                  | Doppelstubenhaus, Fachwerk-Obergeschoss verkleidet, Blickfang im Ortsbild, Laubennische als singuläre Erscheinung, baugeschichtlich von Bedeutung | 09274626 |
| Weitere Bilder                          | Villa mit Einfriedung | Gründelstraße 4 (Karte)                                                                                                  | Um 1905, im Kern älter                                                                                   | Gründerzeitlicher Massivbau, um 1910 überformt, durch kompositionellen Bezug zur Straße markanter Blickfang im Straßenbild, baugeschichtlich von Bedeutung | 09274622 |
| Direkt Bild zu diesem Denkmal hochladen | Sägewerk mit Produktionsgebäude, Maschinen- und Kesselhaus, Schornstein sowie technischer Ausstattung, darunter zwei Sägegatter und eine Dampfmaschine (Richter & Co.; ehemals Sägewerk und Holzverarbeitung Guido Hartmann) | Gründelstraße 8 (Karte)                                                                                                  | 1926 (Dampfmaschine)                                                                                     | In seltener Vollständigkeit erhaltenes Ensemble von ortsgeschichtlicher sowie großer technikgeschichtlicher Bedeutung | 09299692 |
|                                         | Naturheilpark Parkanlage mit allen gestalterischen Bestandteilen und Blockhaus sowie Gedenkstein für Ernst Thälmann | Gründelstraße 10a (Karte)                                                                                                | 1930er Jahre (Parkanlage); nach 1945 (Gedenkstein)                                                       | Gartenkünstlerisch und geschichtlich von Bedeutung | 09274611 |
| Direkt Bild zu diesem Denkmal hochladen | Villa, Einfahrt und Villengarten | Gründelstraße 15 (Karte)                                                                                                 | Um 1900                                                                                                  | Historisierend, baugeschichtlicher Wert | 09306348 |
| Weitere Bilder                          | Wohnhaus (Umgebinde, mit Oberlaube), mit Anbau | Grunewaldweg 1 (Karte)                                                                                                   | Um 1800                                                                                                  | Doppelstubenhaus, Obergeschoss Fachwerk, verbrettert, mit Oberlaube, weitgehend originale Bausubstanz, Blickfang im Ortsbild, baugeschichtlich von Bedeutung | 09274577 |
|                                         | Wohnhaus (Umgebinde) | Grunewaldweg 3 (Karte)                                                                                                   | 1. Hälfte 19. Jahrhundert                                                                                | Eingeschossiges Umgebindehaus, baugeschichtlich von Bedeutung | 09274576 |
|                                         | Wohnhaus | Grunewaldweg 4 (Karte)                                                                                                   | Um 1800                                                                                                  | Obergeschoss Fachwerk, für Ortsbild wichtig, baugeschichtlich von Bedeutung | 09274568 |
|                                         | Wohnhaus (Umgebinde) | Grunewaldweg 19 (Karte)                                                                                                  | Ende 19. Jahrhundert                                                                                     | Eingeschossiges Doppelstubenhaus, Fachwerk-Dachhäuschen, für Ortsbild wichtig, weithin sichtbar, baugeschichtlich von Bedeutung | 09274579 |
|                                         | Wohnhaus (Umgebinde) | Grunewaldweg 21 (Karte)                                                                                                  | Bezeichnet mit 1879                                                                                      | Eingeschossiges Doppelstubenhaus, Giebel zweifarbig verschiefert, Dachhecht, baugeschichtlich von Bedeutung | 09274580 |
|                                         | Wohnhaus (Umgebinde) | Grunewaldweg 23 (Karte)                                                                                                  | 1. Hälfte 19. Jahrhundert                                                                                | Doppelstubenhaus, Obergeschoss Fachwerk, Dachhecht, baugeschichtlich von Bedeutung | 09274581 |
|                                         | Mühlenanwesen (Ölmühle): Wohnstallhaus (Umgebinde) mit zwei Wirtschaftsgebäuden, Ölstampfe, Mühlteich und Radkastenanlage, vor dem Haus Granit-Wassertrog                                                                    | Halbendorfer Straße 9 (Karte)                                                                                            | Um 1800                                                                                                  | Obergeschoss Fachwerk, teilweise verbrettert, teilweise zweifarbig verschiefert, baugeschichtlich und technikgeschichtlich von Bedeutung, verbretterte Fachwerk-Scheune, malerische Gebäudegruppe mit altem Baumbestand | 09274747 |
| Direkt Bild zu diesem Denkmal hochladen | Wohnstallhaus (Umgebinde) eines Bauernhofes | Halbendorfer Straße 10 (Karte)                                                                                           | Im Kern um 1700, mehrfach verändert                                                                      | Gehört zu den ältesten Stockwerksbauten im Ort (zusammen mit Wiesenweg 8 und Zollstraße 37), Umgebinde mit bebeilten Blattkopfstreben, Schwelle mit starken Kielbogenkerbschnittprofilen, Fachwerkgefüge in seiner Konstruktion Gegenstand hauskundlicher Forschung, wichtig für Ortsbild/Sichtbeziehung, hausgeschichtlich und baugeschichtlich von Bedeutung | 09274744 |
|                                         | Wohnstallhaus (Umgebinde) eines Bauernhofes | Halbendorfer Straße 12 (Karte)                                                                                           | Frühes 19. Jahrhundert, im Kern wohl älter                                                               | Eingeschossiges Umgebindehaus, Blickfang im Ortsbild, baugeschichtlich von Bedeutung | 09274746 |
|                                         | Wohnstallhaus (Umgebinde, mit Oberlaube) mit Wirtschaftsteil | Halbendorfer Straße 21 (Karte)                                                                                           | Um 1800                                                                                                  | Obergeschoss Fachwerk, mit geschlossener Oberlaube, baugeschichtlich von Bedeutung | 09274745 |
|                                         | Ehemaliges Wohnstallhaus (Umgebinde) eines Bauernhofes | Harthe 3 (Karte) | Ende 18. Jahrhundert                                                                                     | Obergeschoss Fachwerk, verkleidet, baugeschichtlich von Bedeutung | 09274736 |
|                                         | Dreiseithof mit Wohnstallhaus (Umgebinde), Seitengebäude (Ausgedinge, mit Oberlaube) und Scheune | Harthe 4 (Karte) | Bezeichnet mit 1884, im Kern älter (Seitengebäude); bezeichnet mit 1892, im Kern älter (Wohnstallhaus)   | Wohnstallhaus Obergeschoss Fachwerk, schönes Türportal, Seitengebäude mit Fachwerk-Obergeschoss und geschlossener Oberlaube, mächtige Bretterscheune, eine der wenigen Seifhennersdorfer Hofanlagen von großer einheitlicher und geschlossener Wirkung, baugeschichtlich, sozialgeschichtlich und wirtschaftsgeschichtlich von Bedeutung | 09274737 |
|                                         | Wohnstallhaus (Umgebinde) mit Sonnenuhr | Harthe 5 (Karte) | 1. Hälfte 18. Jahrhundert, mehrfach verändert                                                            | Obergeschoss Fachwerk, verbrettert, kleine Sonnenuhr von singulärer Erscheinung, ortsbildprägend und baugeschichtlich von Bedeutung | 09274740 |
|                                         | Wohnhaus (Umgebinde) ohne Seitenflügel | Harthe 7 (Karte) | Ende 18. Jahrhundert, später überformt                                                                   | Eingeschossiges Umgebindehaus, Blickfang und wichtig für Ortsbild, baugeschichtlich von Bedeutung | 09274738 |
|                                         | Wohnhaus (Umgebinde) | Harthe 8 (Karte) | Im Kern noch 18. Jahrhundert                                                                             | Doppelstubenhaus, teilweise Langständerbau, Obergeschoss Fachwerk, Dachhecht, wichtig für Ortsbild und als Blickfang, baugeschichtlich von Bedeutung | 09274739 |
|                                         | Wohnhaus (Umgebinde) | Hohlfeldweg 1 (Karte) | 18. Jahrhundert im Kern, später verändert                                                                | Obergeschoss Fachwerk, baugeschichtlich von Bedeutung | 09274562 |
| Weitere Bilder                          | Wohnhaus (Umgebinde) und Einfriedung | Hohlfeldweg 2 (Karte) | 1. Hälfte 19. Jahrhundert                                                                                | Doppelstubenhaus, Obergeschoss Fachwerk, verbrettert, baugeschichtlich von Bedeutung | 09274563 |
|                                         | Wohnhaus (Umgebinde) | Hohlfeldweg 4 (Karte) | 1. Hälfte 19. Jahrhundert                                                                                | Eingeschossiges Doppelstubenhaus, Dachhecht, weitgehend originale Bausubstanz, baugeschichtlich von Bedeutung | 09274561 |
|                                         | Wohnhaus (Umgebinde) | Hohlfeldweg 5 (Karte) | 1. Drittel 19. Jahrhundert                                                                               | Doppelstubenhaus, Obergeschoss Fachwerk, verschiefert, baugeschichtlich von Bedeutung | 09274552 |
|                                         | Wohnhaus (Umgebinde) | Hohlfeldweg 8 (Karte) | 1. Hälfte 19. Jahrhundert                                                                                | Doppelstubenhaus, Obergeschoss Fachwerk, sehr schönes Beispiel für die Steinbauimitation des 19. Jahrhunderts (Inkrustation), Fledermausgaupen im Dach, baugeschichtlich von Bedeutung | 09274553 |
| Direkt Bild zu diesem Denkmal hochladen | Eingangsbereich eines Wohnhauses | Jentschstraße 1 (Karte)                                                                                                  | Um 1800                                                                                                  | Türstock und zwei Flurfenster eines ehemaligen Umgebindehauses (früher Gasthaus mit Fleischerei), ornamental verziertes Korbbogenportal, in der Ausführung singulär, handwerklich-künstlerisch von Bedeutung | 09274688 |
|                                         | Wohnhaus (Umgebinde) | Jentschstraße 4 (Karte)                                                                                                  | 1. Hälfte 19. Jahrhundert                                                                                | Doppelstubenhaus, mit Fachwerk-Obergeschoss, Dachhecht, Blickfang im Ortsbild, baugeschichtlich von Bedeutung | 09274687 |
| Weitere Bilder                          | Wohnhaus (Umgebinde) | Jentschstraße 8 (Karte)                                                                                                  | Um 1800                                                                                                  | Eingeschossiges Doppelstubenhaus, baugeschichtlich von Bedeutung | 09271532 |
|                                         | Wohnhaus (Umgebinde) | Kronenweg 1 (Karte) | Im Dachhecht bezeichnet mit 1884, vermutlich älter                                                       | Doppelstubenhaus, Obergeschoss Fachwerk, Dachhecht, baugeschichtlich von Bedeutung | 09274482 |
|                                         | Wohnstallhaus (Umgebinde) | Kronenweg 3 (Karte) | Laut Auskunft um 1825                                                                                    | Doppelstubenhaus, Obergeschoss Fachwerk, Dachhecht, weitgehend originale Bausubstanz, baugeschichtlich von Bedeutung | 09274483 |
|                                         | Wohnhaus (Umgebinde) | Kronenweg 5 (Karte) | 19. Jahrhundert                                                                                          | Eingeschossiges Umgebindehaus, Dachhecht, baugeschichtlich von Bedeutung | 09274484 |
|                                         | Wohnhaus (Umgebinde) | Kronenweg 7 (Karte) | 1. Hälfte 19. Jahrhundert                                                                                | Doppelstubenhaus, Obergeschoss Fachwerk, verkleidet, Blickfang an einer Straßenecke, weitgehend originale Bausubstanz, baugeschichtlich von Bedeutung | 09274505 |
|                                         | Wohnhaus (Umgebinde) | Kruschegasse 5 (Karte)                                                                                                   | Um 1830                                                                                                  | Doppelstubenhaus, Obergeschoss Fachwerk, verbrettert, schönes Türportal, Fledermausgaupen im Dach, baugeschichtlich von Bedeutung | 09274698 |
|                                         | Wohnstallhaus (Umgebinde) | Kruschegasse 7 (Karte)                                                                                                   | 1792 | Mächtiger barocker Bau, bezeichnet im Korbbogen-Portal, Umgebinde zum Giebel fünf Bögen, Langseite drei Bögen, baugeschichtlich bedeutsam | 09304332 |
| Weitere Bilder                          | Wohnhaus (Umgebinde) | Lessingstraße 1 (Karte)                                                                                                  | 1. Hälfte 19. Jahrhundert                                                                                | Doppelstubenhaus, Obergeschoss Fachwerk, Dachhecht, baugeschichtlich von Bedeutung | 09271578 |
|                                         | Straßenzollhaus (Schlaghäus'l) | Leutersdorfer Straße 1 (Karte)                                                                                           | 1. Hälfte 19. Jahrhundert                                                                                | Kleiner, eingeschossiger Massivbau mit kurzem Dachhecht; für Ortsbild/Straßenflucht wichtig, verkehrsgeschichtlich von Bedeutung | 09274692 |
| Weitere Bilder                          | Wohnhaus (Umgebinde) | Leutersdorfer Straße 3 (Karte)                                                                                           | 1. Hälfte 19. Jahrhundert                                                                                | Eingeschossiges Doppelstubenhaus; Blickfang im Straßenbild, baugeschichtlich von Bedeutung | 09274638 |
| Weitere Bilder                          | Wohnhaus (Umgebinde) | Leutersdorfer Straße 5 (Karte)                                                                                           | Um 1800                                                                                                  | Doppelstubenhaus, Obergeschoss Fachwerk, teilweise verbrettert, ortsbildbestimmend, weitgehend originale Bausubstanz, baugeschichtlich von Bedeutung | 09274636 |
|                                         | Wohnhaus (Umgebinde), ehemals Faktorei, und Seitengebäude mit überbrückter Toreinfahrt | Leutersdorfer Straße 6 (Karte)                                                                                           | Bezeichnet mit 1820                                                                                      | Fachwerk-Obergeschoss verbrettert, Korbbogenportal mit schöner Haustür, Blickfang im Ort, baugeschichtlich und ortsgeschichtlich von Bedeutung | 09271553 |
|                                         | Wohnhaus (Umgebinde) und Seitengebäude im Hof | Leutersdorfer Straße 7 (Karte)                                                                                           | Bezeichnet mit 1856                                                                                      | Wohnhaus Doppelstubenhaus, Obergeschoss Fachwerk, durch Schrägstellung besonderer Blickfang im Straßenbild, baugeschichtlich von Bedeutung | 09274633 |
|                                         | Wohnhaus (Umgebinde) | Leutersdorfer Straße 8 (Karte)                                                                                           | Um 1800, später verändert                                                                                | Doppelstubenhaus, Obergeschoss Fachwerk, verbrettert, mit Oberlaube, baugeschichtlich von Bedeutung | 09274699 |
|                                         | Wohnhaus | Leutersdorfer Straße 10 (Karte)                                                                                          | Frühes 19. Jahrhundert                                                                                   | Mit Blockstube nach böhmischer Art (ohne Umgebindekonstruktion), Obergeschoss Fachwerk, verkleidet, Dachhecht, baugeschichtlich von Bedeutung | 09274700 |
|                                         | Wohnstallhaus (Umgebinde) | Leutersdorfer Straße 13 (Karte)                                                                                          | 1. Hälfte 19. Jahrhundert                                                                                | Obergeschoss Fachwerk, verbrettert, Blickfang im Ortsbild, baugeschichtlich von Bedeutung | 09274631 |
| Weitere Bilder                          | Wohnhaus (Umgebinde) mit Anbau (Umgebinde) | Leutersdorfer Straße 15 (Karte)                                                                                          | Im Kern um 1800                                                                                          | Obergeschoss Fachwerk, zum Teil verbrettert, wichtig für Ortsbild, baugeschichtlich von Bedeutung | 09274632 |
| Direkt Bild zu diesem Denkmal hochladen | Gasthaus "Gambrinus" | Leutersdorfer Straße 20 (Karte)                                                                                          | 19. Jahrhundert                                                                                          | Umgebindehaus, Blockstube rechts mit drei Fassaden- und drei Giebelachsen, dieser Bau in den 1920er Jahren stark verbreitert und mit neuem Dach versehen, Erdgeschoss-Räume der Gastwirtschaft in dieser Zeit repräsentativ aufgewertet, mit vielen schönen Details, darunter die Treppengeländer und die historischen Vier-Felder-Türen, bau- und ortsgeschichtlich von Bedeutung | 09307177 |
|                                         | Wohnhaus (Umgebinde) | Leutersdorfer Straße 21 (Karte)                                                                                          | 1. Hälfte 19. Jahrhundert                                                                                | Mit verbrettertem Fachwerk-Obergeschoss, wichtig für Ortsbild, baugeschichtlich von Bedeutung | 09274705 |
| Weitere Bilder                          | Wohnhaus (Umgebinde) | Leutersdorfer Straße 22 (Karte)                                                                                          | Bezeichnet mit 1830                                                                                      | Doppelstubenhaus, Obergeschoss Fachwerk, verschiefert, schönes Korbbogenportal, baugeschichtlich von Bedeutung | 09274637 |
| Weitere Bilder                          | Wohnhaus (Umgebinde) ohne Anbau | Leutersdorfer Straße 25 (Karte)                                                                                          | Im Kern frühes 19. Jahrhundert                                                                           | Doppelstubenhaus, Obergeschoss Fachwerk, teilweise verbrettert, schönes Türportal, ungewöhnliche Haustiefe, mächtiges Satteldach, Blickfang, wichtig für Ortsbild, baugeschichtlich von Bedeutung | 09274706 |
|                                         | Wohnstallhaus (Umgebinde) | Leutersdorfer Straße 26 (Karte)                                                                                          | Im Kern um 1800, später überformt                                                                        | Doppelstubenhaus, Fachwerk-Obergeschoss verbrettert (gekerbte Brettlagen), interessant gestaltetes Korbbogenportal, wichtig fürs Straßenbild, baugeschichtlich von Bedeutung | 09274634 |
| Weitere Bilder                          | Wohnhaus (Umgebinde) | Leutersdorfer Straße 35 (Karte)                                                                                          | Frühes 19. Jahrhundert                                                                                   | Doppelstubenhaus, Obergeschoss Fachwerk, verbrettert, für Ortsbild/Sichtbeziehung wichtig, baugeschichtlich von Bedeutung | 09274712 |
| Weitere Bilder                          | Wohnhaus (Umgebinde) | Leutersdorfer Straße 37 (Karte)                                                                                          | 1. Hälfte 19. Jahrhundert                                                                                | Obergeschoss Fachwerk, verbrettert, baugeschichtlich von Bedeutung | 09274713 |
|                                         | Wohnhaus (Umgebinde) | Leutersdorfer Straße 40 (Karte)                                                                                          | Im Kern 1. Hälfte 19. Jahrhundert                                                                        | Doppelstubenhaus, eingeschossiges Umgebindehaus, wichtig für Ortsbild und als Blickfang | 09274715 |
| Weitere Bilder                          | Wohnhaus (Umgebinde) | Leutersdorfer Straße 42 (Karte)                                                                                          | 1852 | Doppelstubenhaus, Obergeschoss Fachwerk, als Blickfang und für Ortsbild wichtig, baugeschichtlich von Bedeutung | 09274714 |
| Weitere Bilder                          | Seifner Brettmühle: Wohnhaus (Umgebinde) | Leutersdorfer Straße 43 (Karte)                                                                                          | Im Kern um 1800                                                                                          | Doppelstubenhaus, Obergeschoss Fachwerk, horizontal verbrettert, ehemaliges Wohnhaus der Seifner Brettmühle, Blickfang, ortsbildprägend, baugeschichtlich von Bedeutung | 09274731 |
|                                         | Wohnhaus (Umgebinde, mit Oberlaube) | Leutersdorfer Straße 47 (Karte)                                                                                          | Um 1800                                                                                                  | Doppelstubenhaus, Fachwerk-Obergeschoss verbrettert, mit weit auskragender Oberlaube, wichtig für Ortsbild/Sichtbeziehung, baugeschichtlich von Bedeutung | 09274734 |
|                                         | Wohnhaus (Umgebinde) | Leutersdorfer Straße 48 (Karte)                                                                                          | Bezeichnet mit 1898                                                                                      | Doppelstubenhaus, Obergeschoss Fachwerk, verbrettert, Dachhecht, wichtig für Sichtbeziehung/Ortsbild, instruktives Beispiel für Spätphase der Umgebinde-Bauweise, baugeschichtlich von Bedeutung | 09274732 |
|                                         | Wohnstallhaus (Umgebinde, mit Oberlaube) mit Anbau | Leutersdorfer Straße 50 (Karte)                                                                                          | Laut Auskunft 1618; Anbau 1901                                                                           | Obergeschoss Fachwerk (Kreuzstreben), teilweise verbrettert, mit geschlossener Fachwerk-Oberlaube, eines der ältesten Häuser des Ortes, sehr früher Beleg für Übergang zur Rähmbauweise, zur Straße jüngerer gründerzeitlicher Anbau in Klinkerbauweise, baugeschichtlich von Bedeutung | 09274733 |
|                                         | Wohnhaus (Umgebinde) mit Anbau | Leutersdorfer Straße 52 (Karte)                                                                                          | Um 1800                                                                                                  | Eingeschossiges Doppelstubenhaus, zweigeschossiger Anbau, baugeschichtlich von Bedeutung | 09274720 |
|                                         | Wohnhaus (Umgebinde) | Leutersdorfer Straße 58 (Karte)                                                                                          | Mitte 18. Jahrhundert                                                                                    | Obergeschoss Fachwerk, verbrettert, baugeschichtlich von Bedeutung | 09274728 |
| Direkt Bild zu diesem Denkmal hochladen | Jugendheim (Nr. 17, südlicher Bau) und Kindertagesstätte (Nr. 15) | Marxstraße 15, 17 (Karte)                                                                                                | 1939/1940                                                                                                | Jugendheim gebaut als Heim der Hitlerjugend, langer zweigeschossiger Bau, im Satteldach nach vorn fünf Fledermausgaupen und nach hinten breitere Gaupen, im vorderen Drittel überstehend ein dreigeschossiger Baukörper mit Walmdach durchgesteckt, Innen einhüftig mit rundem Treppenhaus, Kindertagesstätte ebenfalls zweigeschossig mit Satteldach, Baukörper kürzer, nach Norden belichten vier Fledermausgaupen und nach Süden eine Hechtgaupe den ausgebauten Dachraum, der Haupteingang mit aufwändigem Segmentbogenportal in der nördlichen Langseite, anspruchsvoller Heimatstil, in Erker, Putz, Krondeckung mit Biberschwänzen, Fenstern, Türen, Fensterriegeln und Türklinken fast vollständig original erhalten, bau- und ortsgeschichtlich von Bedeutung | 09307455 |
| Direkt Bild zu diesem Denkmal hochladen | Wohnhaus (Umgebinde) | Mauerweg 1 (Karte) | Im Kern Ende 18. Jahrhundert                                                                             | Eingeschossiges Umgebindehaus, rechte Stube tief eingerückt, Spannriegel/Kopfbänder fehlen (einfache Säulen/Rähm-Konstruktion), an Bachaue gelegen, Blickfang, baugeschichtlich von Bedeutung | 09274489 |
|                                         | Wohnhaus (Umgebinde) mit Anbau (Umgebinde) | Mauerweg 2 (Karte) | Mitte 19. Jahrhundert                                                                                    | Doppelstubenhaus, eingeschossiges Umgebindehaus mit zweigeschossigem Anbau (Laubencharakter), direkt in der Bachaue gelegen, baugeschichtlich von Bedeutung | 09274485 |
|                                         | Wohnhaus (Umgebinde) mit Anbau (Umgebinde) | Mauerweg 3 (Karte) | 19. Jahrhundert                                                                                          | Eingeschossiges Doppelstubenhaus mit Zwerchhaus und zweigeschossigem Anbau, Eingangszone mit Bohlenverschalung, direkt in der Bachaue gelegen, baugeschichtlich von Bedeutung | 09274486 |
| Weitere Bilder                          | Wohnhaus (Umgebinde) | Mauerweg 4 (Karte) | 2. Drittel 19. Jahrhundert                                                                               | Obergeschoss Fachwerk, verkleidet, schöner Dachhecht, in ortsbildbestimmender Lage, Blickfang von Straße und von Bachaue | 09274507 |
| Weitere Bilder                          | Wohnhaus (Umgebinde) | Mittelmühlweg 3 (Karte)                                                                                                  | Im Kern um 1700                                                                                          | Eingeschossiges Doppelstubenhaus mit Drempel und Dachhecht, schönes Türportal, Blickfang, wichtig für Ortsbild, baugeschichtlich von Bedeutung | 09274686 |
| Weitere Bilder                          | Wohnhaus (Umgebinde) mit Anbau | Mittelmühlweg 10 (Karte)                                                                                                 | Im Kern um 1800                                                                                          | Doppelstubenhaus, Obergeschoss Fachwerk, verkleidet, Dachhecht, baugeschichtlich von Bedeutung | 09274683 |
| Weitere Bilder                          | Wohnhaus (Umgebinde) | Mittelmühlweg 12 (Karte)                                                                                                 | Im Kern Ende 18. Jahrhundert                                                                             | Doppelstubenhaus, Obergeschoss Fachwerk, verbrettert, Dachhecht, baugeschichtlich von Bedeutung | 09274682 |
|                                         | Wohnhaus (Umgebinde) ohne Anbau | Mittelmühlweg 14 (Karte)                                                                                                 | Um 1800                                                                                                  | Doppelstubenhaus, Obergeschoss Fachwerk, augsprochen schöner Holztürstock, Blickfang im Ort, baugeschichtlich von Bedeutung | 09274600 |
|                                         | Wohnhaus (Umgebinde) | Mittelmühlweg 15 (Karte)                                                                                                 | Mitte 19. Jahrhundert                                                                                    | Obergeschoss Fachwerk, baugeschichtlich von Bedeutung | 09274598 |
| Weitere Bilder                          | Wohnhaus (Umgebinde) | Mittelmühlweg 17 (Karte)                                                                                                 | Bezeichnet mit 1825                                                                                      | Doppelstubenhaus, Obergeschoss Fachwerk, teilweise verbrettert, schönes Türportal, baugeschichtlich von Bedeutung | 09274597 |
|                                         | Wohnhaus (Umgebinde) | Mittelmühlweg 19 (Karte)                                                                                                 | Im Kern frühes 19. Jahrhundert                                                                           | Obergeschoss Fachwerk, baugeschichtlich von Bedeutung | 09274596 |
|                                         | Wohnhaus | Mittelstraße 4 (Karte)                                                                                                   | 1. Hälfte 19. Jahrhundert                                                                                | Ehemaliges Umgebindehaus (Doppelstubenhaus), Obergeschoss Fachwerk, verbrettert, baugeschichtlich von Bedeutung | 09274443 |
|                                         | Wohnhaus (Umgebinde) | Mittelstraße 6 (Karte)                                                                                                   | 1. Hälfte 19. Jahrhundert                                                                                | Obergeschoss Fachwerk, teilweise verkleidet, baugeschichtlich von Bedeutung | 09274442 |
|                                         | Wohnhaus (Umgebinde) ohne Anbau | Mönchsbergweg 3 (Karte)                                                                                                  | Ende 18. Jahrhundert, später verändert                                                                   | Doppelstubenhaus, Säulenschäfte des Umgebindes singulär, Obergeschoss Fachwerk, schöner Holztürstock, baugeschichtlich von Bedeutung | 09274726 |
|                                         | Wohnstallhaus (Umgebinde) eines Bauernhofes | Mönchsbergweg 6 (Karte)                                                                                                  | Frühes 19. Jahrhundert                                                                                   | Obergeschoss Fachwerk, verbrettert, baugeschichtlich von Bedeutung | 09274716 |
|                                         | Wohnhaus (Umgebinde) | Mönchsbergweg 7 (Karte)                                                                                                  | 2. Hälfte 18. Jahrhundert                                                                                | Eingeschossiges Doppelstubenhaus, Giebel verbrettert, baugeschichtlich von Bedeutung | 09274727 |
|                                         | Wohnstallhaus (Umgebinde) eines Bauernhofes | Mönchsbergweg 12 (Karte)                                                                                                 | Frühes 19. Jahrhundert                                                                                   | Obergeschoss Fachwerk, verbrettert, baugeschichtlich von Bedeutung | 09274718 |
|                                         | Wohnhaus (Umgebinde) | Mönchsbergweg 14 (Karte)                                                                                                 | 1. Hälfte 19. Jahrhundert, später verändert                                                              | Eingeschossiges Umgebindehaus mit ausgebautem Drempel, baugeschichtlich von Bedeutung | 09274717 |
|                                         | Wohnhaus (Umgebinde) | Mönchsbergweg 18 (Karte)                                                                                                 | Um 1800                                                                                                  | Obergeschoss Fachwerk, teilweise verbrettert, schönes Türportal, baugeschichtlich von Bedeutung | 09274719 |
|                                         | Wohnhaus (mit Oberlaube) | Mönchsbergweg 24 (Karte)                                                                                                 | Im Kern Ende 18. Jahrhundert                                                                             | Ehemaliges Umgebindehaus, mit Oberlaube, Obergeschoss Fachwerk, verbrettert, baugeschichtlich von Bedeutung | 09274722 |
|                                         | Wohnhaus (Umgebinde) mit Anbau | Mönchsbergweg 26 (Karte)                                                                                                 | Frühes 19. Jahrhundert                                                                                   | Obergeschoss Fachwerk, verbrettert, baugeschichtlich von Bedeutung | 09274725 |
|                                         | Wohnhaus (Umgebinde) und Seitenflügel | Mönchsbergweg 28 (Karte)                                                                                                 | Bezeichnet mit 1808, vermutlich älter                                                                    | Obergeschoss Fachwerk, verbrettert, Korbbogenportal, Umgebinde zum Teil mit profilierten Säulen, wichtig für Ortsbild und Sichtbeziehung, baugeschichtlich von Bedeutung | 09274724 |
|                                         | Wohnstallhaus (Umgebinde) eines Bauernhofes | Mönchsbergweg 36 (Karte)                                                                                                 | Bezeichnet mit 1840                                                                                      | Obergeschoss Fachwerk, verbrettert, baugeschichtlich von Bedeutung | 09274723 |
|                                         | Wohnstallhaus (Umgebinde) eines Bauernhofes | Mönchsbergweg 40 (Karte)                                                                                                 | Um 1850                                                                                                  | Obergeschoss Fachwerk, verbrettert, baugeschichtlich von Bedeutung | 09274603 |
|                                         | Wohnhaus (Umgebinde) eines Bauernhofes | Mönchsbergweg 46 (Karte)                                                                                                 | Um 1800                                                                                                  | Doppelstubenhaus, Obergeschoss Fachwerk, verbrettert, baugeschichtlich von Bedeutung | 09274735 |
|                                         | Wohnstallhaus (Umgebinde) | Neugersdorfer Straße 1 (Karte)                                                                                           | Bezeichnet mit 1861, im Kern älter                                                                       | Obergeschoss Rasterfachwerk, Dachhecht, schönes Türportal, baugeschichtlich von Bedeutung | 09274609 |
|                                         | Wohnhaus mit Anbau | Neugersdorfer Straße 3 (Karte)                                                                                           | 1. Hälfte 19. Jahrhundert, später verändert                                                              | Obergeschoss Fachwerk, überwiegend verbrettert, Anbau mit Fachwerkgiebel, baugeschichtlich von Bedeutung | 09274608 |
|                                         | Villa mit Einfriedung | Neugersdorfer Straße 5 (Karte)                                                                                           | Um 1910                                                                                                  | Im Reformstil der Zeit um 1910, weitgehend originale Bausubstanz, baugeschichtlich von Bedeutung | 09274607 |
|                                         | Wohnhaus (Umgebinde) | Neugersdorfer Straße 6 (Karte)                                                                                           | 1. Hälfte 19. Jahrhundert                                                                                | Doppelstubenhaus, Fachwerk-Obergeschoss verbrettert (gekerbte Brettlagen), Dachhecht, baugeschichtlich von Bedeutung | 09274606 |
|                                         | Ehemaliges Gasthaus „Zur Windmühle“ | Neugersdorfer Straße 7 (Karte)                                                                                           | 1. Hälfte 19. Jahrhundert                                                                                | Ehemals Umgebindehaus, Blockstube massiv versetzt, Obergeschoss Fachwerk, zum Teil verschiefert, baugeschichtlich von Bedeutung | 09274752 |
|                                         | Wohnhaus mit Einfriedung | Nordstraße 2 (Karte) | Um 1910                                                                                                  | Im Heimatstil, originale Bausubstanz mit vielen Details, baugeschichtlich von Bedeutung | 09274646 |
|                                         | Wohnhaus mit Einfriedung | Nordstraße 3 (Karte) | Ende 19. Jahrhundert                                                                                     | Klinkerbau mit historisierendem Dekor, baugeschichtlich von Bedeutung | 09274647 |
|                                         | Wohnstallhaus (Umgebinde) und zwei Seitengebäude eines Bauernhofes | Nordstraße 6 (Karte) | Um 1800 (Wohnstallhaus); um 1900 (Seitengebäude)                                                         | Wohnstallhaus Obergeschoss Fachwerk, teilweise verbrettert, Dachhecht, baugeschichtlich von Bedeutung | 09271540 |
|                                         | Wohnhaus (Umgebinde) | Nordstraße 7 (Karte) | Um 1800                                                                                                  | Doppelstubenhaus, Obergeschoss Fachwerk, verbrettert, baugeschichtlich von Bedeutung | 09271539 |
|                                         | Wohnstallhaus (Umgebinde) eines Bauernhofes | Nordstraße 9 (Karte) | 1. Hälfte 19. Jahrhundert                                                                                | Obergeschoss Fachwerk, verbrettert, baugeschichtlich von Bedeutung | 09271534 |
|                                         | Wohnstallhaus (Umgebinde) eines ehemaligen Bauernhofes | Nordstraße 11 (Karte) | Im Kern 18. Jahrhundert                                                                                  | Obergeschoss Fachwerk, verbrettert, Dachhecht, eingelegte Jahreszahl im Dach, baugeschichtlich von Bedeutung | 09271538 |
|                                         | Mietvilla mit Einfriedung | Nordstraße 20 (Karte) | Um 1900                                                                                                  | Putzbau, verhaltenes Neorenaissance-Dekors, baugeschichtlich von Bedeutung | 09271546 |
| Weitere Bilder                          | Wohnhaus | Nordstraße 23 (Karte) | Um 1700                                                                                                  | Obergeschoss Fachwerk, auf der Rückseite Reste sehr alten Fachwerkgefüges erkennbar, baugeschichtlich von Bedeutung, Teil des Faktorei-Hofes Rumburger Straße 46a | 09271547 |
|                                         | Friedhof mit den Umfassungsmauern, unter anderem an der Nordstraße, ausgleichender Granitsockel und Klinkermauer mit Zwischenpfosten in Klinker, dazu das Gruftgebäude für Heinrich Robert Marx                              | Nordstraße 24, auf dem Friedhof (Karte)                                                                                  | 19. Jahrhundert (Grufthaus)                                                                              | Baugeschichtlich und ortsgeschichtlich von Bedeutung, Marx war Kgl.-sächs. Kommerzienrat und starb 1899, Bau aus der Zeit | 09274458 |
|                                         | Alte Webschule | Nordstraße 30 (Karte) | 1904–1906                                                                                                | Zweigeschossiger Massivbau mit Ziegelsteingliederungen, Anklänge an die Neogotik, baugeschichtlich und ortsgeschichtlich von Bedeutung | 09274615 |
|                                         | Villa mit Einfriedung und Garten | Nordstraße 34 (Karte) | Ende 19. Jahrhundert                                                                                     | Repräsentativer Ziegelbau mit Sandsteinelementen, Formen der deutschen Renaissance des 17. Jahrhunderts, baugeschichtlich von Bedeutung | 09274617 |
|                                         | Mietvilla mit Einfriedung und Garten | Nordstraße 37 (Karte) | Um 1900                                                                                                  | Ausgewogen dekorierter Massivbau, markanter Blickpunkt im Straßenbild, weitgehend originale Bausubstanz, ehemals altes Gemeindeamt | 09274449 |
|                                         | Wohnhaus (Umgebinde) mit später angebauter Villa, Garten und Nebengebäude | Nordstraße 44e (Karte)                                                                                                   | Um 1850 (Umgebindehaus); um 1900 (Villenanbau)                                                           | Umgebindehaus mit Fachwerk-Obergeschoss, schönes Türportal, Dachhecht, villenartiger Anbau mit Zierfachwerk im Stil des Historismus, Nebengebäude mit Remise, baugeschichtlich und ortsgeschichtlich von Bedeutung | 09274612 |
|                                         | Mietvilla mit Einfriedung | Nordstraße 45 (Karte) | Bezeichnet mit 1893                                                                                      | Historisierender Putzbau, durch Mittelrisalit betont, weitgehend originale Bausubstanz, baugeschichtlich von Bedeutung | 09274516 |
| Weitere Bilder                          | Wohnstallhaus (Umgebinde, Nr. 47a) mit Seitenflügel, weiterhin Ausgedingehaus (Nr. 47, angrenzende Scheune abgebrochen) eines Bauernhofes sowie Handschwengelpumpe                                                           | Nordstraße 47, 47a (Karte)                                                                                               | 19. Jahrhundert, im Kern 17. Jahrhundert (Wohnstallhaus, Nr. 47a); 19. Jahrhundert (Auszugshaus, Nr. 47) | Wohnstallhaus mit Fachwerk-Obergeschoss, unter der Verbretterung altes Fachwerk (mit Kreuzstreben, 17. Jahrhundert), schön profilierter Granittürstock, Ausgedingehaus mit verbrettertem Fachwerk-Obergeschoss, baugeschichtlich und sozialgeschichtlich von Bedeutung | 09274517 |
| Direkt Bild zu diesem Denkmal hochladen | Wohnhaus (Umgebinde) und Scheune eines Bauernhofes | Nordstraße 55 (Karte) | 1821 | Wohnhaus Doppelstubenhaus, Obergeschoss Fachwerk, Dachhecht, einstige Scheune durchgehend Fachwerk in unterschiedlicher Ausführung, baugeschichtlich und wirtschaftsgeschichtlich von Bedeutung | 09274601 |
|                                         | Villa mit Einfriedung | Nordstraße 58 (Karte) | Um 1900                                                                                                  | Repräsentatives Gebäude mit Treppenturm, historisierend, Blickfang im Ortsbild, baugeschichtlich von Bedeutung | 09274518 |
|                                         | Wohnstallhaus (Umgebinde) eines Bauernhofes | Nordstraße 66 (Karte) | Um 1800                                                                                                  | Obergeschoss Fachwerk, verbrettert, Dachhecht, baugeschichtlich von Bedeutung | 09274613 |
| Direkt Bild zu diesem Denkmal hochladen | Wohnstallhaus (Umgebinde) eines Bauernhofes | Nordstraße 70 (Karte) | 1. Hälfte 19. Jahrhundert                                                                                | Obergeschoss Fachwerk, verkleidet, baugeschichtlich von Bedeutung | 09274570 |
|                                         | Wohnstallhaus | Nordstraße 79 (Karte) | Bezeichnet mit 1797, später verändert                                                                    | Obergeschoss Fachwerk, teilweise verschiefert, Korbbogenportal, baugeschichtlich von Bedeutung | 09274614 |
| Weitere Bilder                          | Obermühle: Mühlgebäude (ohne spätere Anbauten) | Obermühlweg 1 (Karte) | Bezeichnet mit 1850                                                                                      | Obergeschoss Fachwerk, Dachhecht, schönes Türportal, einziges erhaltenes Mühlengebäude im Ort, baugeschichtlich, ortsgeschichtlich und technikgeschichtlich von Bedeutung | 09274538 |
|                                         | Wohnhaus | Obermühlweg 4 (Karte) | Frühes 19. Jahrhundert                                                                                   | Eingeschossig, Blockstube nach böhmischer Art (ohne Umgebinde-Konstruktion), unmittelbar an der Mandau gelegen, baugeschichtlich und sozialgeschichtlich von Bedeutung | 09274543 |
|                                         | Wohnhaus (Umgebinde) | Obermühlweg 6 (Karte) | Frühes 19. Jahrhundert                                                                                   | Eingeschossiges Doppelstubenhaus, Giebel zweifarbig verschiefert, Lage unmittelbar an der Mandau, baugeschichtlich von Bedeutung | 09274542 |
|                                         | Wohnhaus (Umgebinde) | Obermühlweg 8 (Karte) | Frühes 19. Jahrhundert                                                                                   | Eingeschossiges Doppelstubenhaus, Lage unmittelbar an der Mandau, baugeschichtlich von Bedeutung | 09274541 |
|                                         | Wohnhaus | Obermühlweg 10 (Karte)                                                                                                   | Um 1800                                                                                                  | Eingeschossiges Gebäude mit Bohlenstube in böhmischer Art (ohne Umgebinde-Konstruktion), sozial- und baugeschichtlich von Bedeutung | 09274540 |
| Weitere Bilder                          | Wohnhaus (Umgebinde) | Ohmannweg 1 (Karte) | Ende 19. Jahrhundert                                                                                     | Eingeschossiges Doppelstubenhaus mit Drempel und Zwerchhaus, spätes Beispiel für Umgebinde-Bauweise, weitgehend originale Bausubstanz, baugeschichtlich von Bedeutung | 09274462 |
| Weitere Bilder                          | Wohnstallhaus (Umgebinde) | Ohmannweg 4 (Karte) | 1. Hälfte 19. Jahrhundert                                                                                | Obergeschoss Fachwerk, zweifarbig verschiefert, baugeschichtlich von Bedeutung | 09274460 |
| Weitere Bilder                          | Wohnhaus | Ohmannweg 6a (Karte) | 1. Hälfte 19. Jahrhundert                                                                                | Obergeschoss Fachwerk, baugeschichtlich von Bedeutung | 09274463 |
| Weitere Bilder                          | Wohnhaus | Ohmannweg 7 (Karte) | Um 1820/1830                                                                                             | Obergeschoss Fachwerk, schöner Dachhecht, straßenbildprägend, baugeschichtlich von Bedeutung | 09274459 |
|                                         | Wohnhaus (Umgebinde) | Ohmannweg 15 (Karte) | Bezeichnet mit 1832                                                                                      | Repräsentatives Doppelstubenhaus, Fachwerk-Obergeschoss zweifarbig verschiefert, Fledermausgaupen im Dach, schönes Segmentbogenportal, weitgehend originale Bausubstanz, baugeschichtlich von Bedeutung | 09274470 |
|                                         | Wohnhaus (Umgebinde) mit Anbau | Ohmannweg 23 (Karte) | 2. Drittel 19. Jahrhundert                                                                               | Eingeschossiges Doppelstubenhaus, Dachhecht, baugeschichtlich von Bedeutung | 09274471 |
|                                         | Wohnhaus (Umgebinde) | Oppeltweg 1 (Karte) | 2. Hälfte 19. Jahrhundert                                                                                | Doppelstubenhaus, Obergeschoss Fachwerk, Dachhecht, baugeschichtlich von Bedeutung | 09274635 |
|                                         | Wohnhaus (Umgebinde) | Oppeltweg 3 (Karte) | Im Kern 1. Hälfte 19. Jahrhundert                                                                        | Doppelstubenhaus, Obergeschoss Fachwerk, zweifarbig verschiefert, schöner Dachhecht, baugeschichtlich von Bedeutung | 09274703 |
| Weitere Bilder                          | Wohnhaus (Umgebinde) mit Anbau | Oppeltweg 5 (Karte) | 1. Hälfte 19. Jahrhundert                                                                                | Obergeschoss Fachwerk, verbrettert, Blickfang, wichtig für Ortsbild, baugeschichtlich von Bedeutung | 09274707 |
| Weitere Bilder                          | Wohnhaus (Umgebinde) | Oppeltweg 7 (Karte) | 1. Hälfte 19. Jahrhundert                                                                                | Obergeschoss Fachwerk, verbrettert, baugeschichtlich von Bedeutung | 09274708 |
| Direkt Bild zu diesem Denkmal hochladen | Wohnhaus | Oststraße 4 (Karte) | Um 1910                                                                                                  | Herrschaftlich, zweigeschossig mit voll ausgebautem Dach, nach Osten abgewinkelter kurzer Flügel mit südlichem Eckturm, als Pendant zu diesem in Neurenaissance gestalteter Giebel an der entgegengesetzten Ecke der Fassadenfront, Wohnort des Schuhfabrikanten Felix Ain, bau- und ortsgeschichtlich von Bedeutung | 09307176 |
|                                         | Wohnhaus (Umgebinde) | Oststraße 6 (Karte) | 1. Hälfte 19. Jahrhundert, später verändert                                                              | Doppelstubenhaus, Obergeschoss Fachwerk, wichtig für Sichtbeziehung und Ortsbild, ausgezeichnetes Beispiel für Umbauten von Umgebindehäusern im 20. Jahrhundert, baugeschichtlich von Bedeutung | 09274710 |
|                                         | Wohnstallhaus (Umgebinde) | Oststraße 9 (Karte) | Frühes 19. Jahrhundert, im Kern noch 18. Jahrhundert                                                     | Obergeschoss Fachwerk, verbrettert, wichtig für Ortsbild, baugeschichtlich von Bedeutung | 09274711 |
|                                         | Wohnhaus (Umgebinde) | Oststraße 10 (Karte) | Bezeichnet mit 1831                                                                                      | Obergeschoss Fachwerk, verkleidet, schönes Türportal, ausgesprochener Blickfang an platzartiger Straßenerweiterung, baugeschichtlich von Bedeutung | 09274709 |
| Weitere Bilder                          | Wohnhaus (Umgebinde, mit Oberlaube) | Otto-Simm-Straße 1 (Karte)                                                                                               | 18. Jahrhundert, mehrfach verändert                                                                      | Fachwerk-Obergeschoss verbrettert, mit Oberlaube, vermutlich ehemalige Kleinbauernwirtschaft (Wohnstallhaus), baugeschichtlich von Bedeutung | 09271529 |
|                                         | Villa mit Einfriedung und Garten | Otto-Simm-Straße 3 (Karte)                                                                                               | Nach 1890                                                                                                | Klinkerbau mit sparsamem historisierendem Dekor, baugeschichtlich von Bedeutung | 09271543 |
|                                         | Wohnhaus | Otto-Simm-Straße 8 (Karte)                                                                                               | Ende 1920er Jahre                                                                                        | Im traditionellen Stil der 1920er Jahre, weitgehend originale Bausubstanz, baugeschichtlich von Bedeutung | 09274645 |
|                                         | Straßenbrücke über die Mandau (Manitzbrücke) | Querstraße, neben Nr. 1 (Karte)                                                                                          | Um 1835                                                                                                  | Zur Rumburger Straße, Einbogenbrücke aus Bruch- und Quadersteinen, unverputzt, baugeschichtlich von Bedeutung | 09274573 |
|                                         | Wohnhaus (Umgebinde, mit Oberlaube), ohne Anbau | Querstraße 1 (Karte) | Um 1800                                                                                                  | Obergeschoss Fachwerk, verbrettert, mit Oberlaube, baugeschichtlich von Bedeutung | 09274572 |
|                                         | Wohnhaus (Umgebinde) | Querstraße 3 (Karte) | 1. Hälfte 19. Jahrhundert                                                                                | Obergeschoss Fachwerk, verschiefert, baugeschichtlich von Bedeutung | 09274574 |
|                                         | Wohnhaus (Umgebinde, mit Oberlaube) | Querstraße 5 (Karte) | Um 1800                                                                                                  | Obergeschoss Fachwerk, zweifarbig verschiefert, mit geschlossener Oberlaube, baugeschichtlich von Bedeutung | 09274575 |
| Weitere Bilder                          | VVN-Denkmal | Rathausplatz (Karte) | Nach 1945                                                                                                | Geschichtlich von Bedeutung | 09274836 |
|                                         | Denkmal für die Gefallenen des Ersten Weltkrieges | Rathausplatz (Karte) | 1929 | Künstlerisch und ortsgeschichtlich von Bedeutung, Muschelkalkstein in Form eines großen S (wie Seifhennersdorf), die vorstehenden Quader mit Reliefs bedeckt (Darstellung Krieg und Frieden), die zurückliegenden Flächen enthalten die Namen der Gefallenen, Entwurf: Bruno Paul | 09274842 |
| Weitere Bilder                          | Rathaus | Rathausplatz 1 (Karte)                                                                                                   | 1923–1925                                                                                                | Wuchtiger, ortsbildbestimmender Bau, der durch geschickte Übernahme heimischer Architekturelemente (Walmdach, Hecht, kleingliedrige Anbauten am rechten Giebel) die Proportionen zur Umgebung wahrt und beispielgebend wurde für einen neuen, landschaftsgebundenen Stil bei gleichzeitigem Verzicht auf überflüssige Dekors, Vorbild für andere Rathaus- und Schulbauten in der Umgebung, erbaut von Architekt Wilhelm Jost aus Zwickau (später Professor in Dresden) nach Entwürfen von Bruno Paul | 09274841 |
| Direkt Bild zu diesem Denkmal hochladen | Vereinsheim des Turnvereins Seifhennersdorf (Karlihaus) | Rosa-Luxemburg-Straße 4 (Karte)                                                                                          | 1929 eingeweiht                                                                                          | Später Kulturhaus, bestehend aus dem zur damals sogenannten Kampfbahn ausgerichteten Wirtschaftsgebäude und dem anschließenden leicht schmaleren Hallengebäude mit Bühne, sachliche traditionelle Architektur, multifunktional ausgerichtet, bis in die Details original erhalten, baugeschichtlicher, gesellschaftsgeschichtlicher und ortsgeschichtlicher Wert | 09306710 |
| Weitere Bilder                          | Eisenbahnviadukt über die Mandau und die Rumburger Straße | Rumburger Straße (zwischen Nr. 23 und 25 bzw. 24 und 28, parallel zur Dr.-Külz-Straße) (Karte)                           | 1872–1873                                                                                                | Bahnstrecke Mittelherwigsdorf–Varnsdorf–Eibau; vielbogige Eisenbahnbrücke, baugeschichtlich, eisenbahngeschichtlich und technikgeschichtlich von Bedeutung | 09274476 |
| Weitere Bilder                          | Wohnhaus (Umgebinde) | Rumburger Straße 1 (Karte)                                                                                               | Bezeichnet mit 1827                                                                                      | Doppelstubenhaus, Obergeschoss Fachwerk, verbrettert, Umgebindekonstruktion mit profilierten Säulen, Dachhecht, schönes Korbbogenportal, wichtig für Ortsbild/Sichtbeziehung, baugeschichtlich von Bedeutung | 09274695 |
| Weitere Bilder                          | Wohnhaus (Umgebinde) | Rumburger Straße 5 (Karte)                                                                                               | Um 1800                                                                                                  | Doppelstubenhaus, Obergeschoss Fachwerk, verschiefert, baugeschichtlich von Bedeutung | 09274696 |
| Weitere Bilder                          | Wohnhaus (Umgebinde), mit straßenseitiger Stützmauer und Treppe, Scheune und Hofpflasterung | Rumburger Straße 8 (Karte)                                                                                               | Bezeichnet mit 1829                                                                                      | Ehemals Faktorei, die beiden Bauten Bestandteile eines Vierseithofes (mit nördlichem Nebengebäude und Rumburger Straße 6, beides keine Denkmale), Doppelstubenhaus, Obergeschoss Fachwerk, verbrettert, fünf Fledermausgaupen im Dach, Korbbogenportal, Bruchstein-Stützmauer, von der Straße repräsentativer Treppenaufgang in Naturstein, baugeschichtlich und ortsgeschichtlich von Bedeutung | 09274697 |
|                                         | Ausgedingehaus | Rumburger Straße 9a (Karte)                                                                                              | 1. Hälfte 19. Jahrhundert                                                                                | Obergeschoss Fachwerk, Dachhecht, gehörte ehemals zu Am großen Wehr 12 (Winkelhofstellung), sozialgeschichtlich von Bedeutung | 09271523 |
| Weitere Bilder                          | Wohnhaus (Umgebinde), ehemals Faktorei, mit Einfriedung, Garten und Toreinfahrt-Anbau | Rumburger Straße 10 (Karte)                                                                                              | Im Kern 18. Jahrhundert, mehrfach verändert                                                              | Obergeschoss Fachwerk, fünf Fledermausgaupen im Dach, die mittlere mit schöner Verzierung, schönes Türportal, davor Freitreppe (mit Vasen) zum Garten, baugeschichtlich und ortsgeschichtlich von Bedeutung | 09271530 |
|                                         | Villa mit Stützmauer des Grundstücks | Rumburger Straße 14 (Karte)                                                                                              | 2. Hälfte 19. Jahrhundert                                                                                | Gründerzeitliche Villa in Hanglage, schön gegliederte Putzfassade, mit Balkon, im Stil des Historismus, baugeschichtlich von Bedeutung | 09271531 |
| Weitere Bilder                          | Wohnhaus (Umgebinde) mit Stützmauer des Grundstücks | Rumburger Straße 16 (Karte)                                                                                              | Im Kern 18. Jahrhundert                                                                                  | Wohnhaus in Hanglage, Doppelstubenhaus, Obergeschoss Fachwerk, Dachhecht, baugeschichtlich von Bedeutung | 09271533 |
|                                         | Wohnhaus | Rumburger Straße 17 (Karte)                                                                                              | Um 1900                                                                                                  | Historisierendes Gebäude mit Staffelgiebel, giebelständig zur Straße, baugeschichtlich von Bedeutung | 09271526 |
| Weitere Bilder                          | Wohnhaus (Umgebinde) | Rumburger Straße 18 (Karte)                                                                                              | Im Kern 18. Jahrhundert                                                                                  | Obergeschoss Fachwerk, verbrettert, baugeschichtlich und ortsgeschichtlich von Bedeutung, ehemals Wohnhaus des Diakons und Ortschronisten Kind | 09271536 |
| Weitere Bilder                          | Wohnhaus (Umgebinde) | Rumburger Straße 20 (Karte)                                                                                              | Bezeichnet mit 1865                                                                                      | Obergeschoss Fachwerk, verbrettert, schöner Dachhecht, baugeschichtlich von Bedeutung | 09271537 |
|                                         | Mietshaus und Gartenlaube | Rumburger Straße 23 (Karte)                                                                                              | Um 1900                                                                                                  | Historisierender Klinkerbau, baugeschichtlich von Bedeutung, im Garten kleine, pavillonartige Laube mit Zwiebeltürmchen | 09271527 |
| Weitere Bilder                          | Wohnhaus (Umgebinde) mit Seitenflügel und Ladenanbau | Rumburger Straße 25 (Karte)                                                                                              | Um 1800                                                                                                  | Doppelstubenhaus, Obergeschoss Fachwerk, verbrettert, schöner Dachhecht, Holztürstock, baugeschichtlich von Bedeutung | 09271558 |
|                                         | Wohnhaus (Umgebinde) ohne Anbau | Rumburger Straße 26 (Karte)                                                                                              | 1. Hälfte 19. Jahrhundert                                                                                | Doppelstubenhaus, Obergeschoss Fachwerk, Dachhecht, baugeschichtlich von Bedeutung | 09271561 |
| Weitere Bilder                          | Wohnhaus (Umgebinde) | Rumburger Straße 29 (Karte)                                                                                              | 18. Jahrhundert, mehrfach verändert                                                                      | Obergeschoss Fachwerk, teilweise verschiefert, Dachhecht, baugeschichtlich von Bedeutung | 09271555 |
|                                         | Wohnhaus | Rumburger Straße 30 (Karte)                                                                                              | Bezeichnet mit 1864, vermutlich älter                                                                    | Obergeschoss Fachwerk, schöner Dachhecht, schönes Türportal, baugeschichtlich von Bedeutung | 09271559 |
|                                         | Pfarrhaus (zwei Hausnummern) | Rumburger Straße 36, 38 (Karte)                                                                                          | 1884–1885 verändert, im Kern älter (1719)                                                                | Schlichter Putzbau, baugeschichtlich und ortsgeschichtlich von Bedeutung | 09271556 |
| Weitere Bilder                          | Kreuzkirche mit Kirchplatz | Rumburger Straße 38a (Karte)                                                                                             | 1796–1799                                                                                                | Klassizistischer Saalbau von Carl Christian Eschke, 1935 ausgebrannt; Umfassungsmauern und Turm blieben erhalten, das Innere vom Zittauer Architekten Richard Schiffner modern gestaltet, baugeschichtlich, ortsgeschichtlich und ortsbildprägend von Bedeutung | 09274840 |
| Weitere Bilder                          | Wohnhaus mit Seitenflügel (beides Umgebinde) und Stützmauer des Grundstücks | Rumburger Straße 40 (Karte)                                                                                              | Um 1760                                                                                                  | Obergeschoss Fachwerk, ortsbildprägende Lage nahe der Kirche, baugeschichtlich von Bedeutung | 09271554 |
|                                         | Wohnhaus mit Laden | Rumburger Straße 41 (Karte)                                                                                              | Um 1870                                                                                                  | Klassisch gegliedert, Putzfassade, Laden mit originaler Front, baugeschichtlich von Bedeutung | 09271545 |
| Weitere Bilder                          | Wohnhaus (Umgebinde) und Stützmauer des Grundstücks | Rumburger Straße 46 (Karte)                                                                                              | Bezeichnet mit 1803                                                                                      | Doppelstubenhaus, Obergeschoss Fachwerk, baugeschichtlich von Bedeutung | 09271551 |
| Weitere Bilder                          | Faktorei mit Wohnhaus (Umgebinde), zwei winkelförmig aneinandergebauten Wirtschaftsgebäuden (Kumthalle und Scheune), Handschwengelpumpe auf dem Hof und der gesamten parkähnlich gestalteten Fläche                          | Rumburger Straße 46a (Karte)                                                                                             | 1754 | Einer der bedeutendsten Faktorenhöfe des Ortes, Freitreppe zum Garten, baugeschichtlich, ortsgeschichtlich und künstlerisch von Bedeutung, bildete ursprünglich eine Einheit mit Nordstraße 23 | 09271548 |
| Weitere Bilder                          | Wohnhaus (Umgebinde) mit Anbau | Rumburger Straße 48 (Karte)                                                                                              | Im Kern 18. Jahrhundert                                                                                  | Obergeschoss Fachwerk, verbrettert, baugeschichtlich von Bedeutung | 09271549 |
| Weitere Bilder                          | Wohnhaus (Umgebinde) mit rückwärtigem Anbau und seitlichem massiven Hausteil | Rumburger Straße 51 (Karte)                                                                                              | 2. Hälfte 19. Jahrhundert                                                                                | Doppelstubenhaus, Obergeschoss Fachwerk, teils verputzt, teils verschiefert, schönes Türportal, aufwendig dekorierter Dachhecht, baugeschichtlich von Bedeutung | 09274452 |
| Weitere Bilder                          | Wohnhaus (Umgebinde) | Rumburger Straße 55 (Karte)                                                                                              | 1. Hälfte 19. Jahrhundert                                                                                | Obergeschoss Fachwerk, verkleidet, schöner Dachhecht, baugeschichtlich von Bedeutung | 09274453 |
| Weitere Bilder                          | Wohnhaus (Umgebinde) | Rumburger Straße 56 (Karte)                                                                                              | 1. Hälfte 19. Jahrhundert                                                                                | Doppelstubenhaus, Obergeschoss Fachwerk, teilweise verbrettert, weitgehend originale Bausubstanz, stark ortsbildbstimmend, baugeschichtlich von Bedeutung | 09274589 |
| Weitere Bilder                          | Wohnhaus (Umgebinde) | Rumburger Straße 58 (Karte)                                                                                              | Um 1800                                                                                                  | Kleines, ortsbildbestimmendes, eingeschossiges Umgebindehaus, baugeschichtlich von Bedeutung | 09274588 |
| Weitere Bilder                          | Wohnhaus (Umgebinde) und Gasthaus, mit Anbau (ehemals Gasthaus „Deutscher Kaiser“, später „Deutsches Haus“) | Rumburger Straße 59 (Karte)                                                                                              | Bezeichnet mit 1825                                                                                      | Obergeschoss Fachwerk, teilweise verschiefert, schönes Korbbogenportal, ortsgeschichtlich und baugeschichtlich von Bedeutung | 09274455 |
| Weitere Bilder                          | Wohnhaus (Umgebinde) | Rumburger Straße 60 (Karte)                                                                                              | Mitte 19. Jahrhundert                                                                                    | Obergeschoss Fachwerk, zum Teil verbrettert, baugeschichtlich von Bedeutung | 09274587 |
| Weitere Bilder                          | Wohnhaus (Umgebinde) | Rumburger Straße 62 (Karte)                                                                                              | Im Kern um 1800                                                                                          | Eingeschossiges Doppelstubenhaus mit Drempel, Dachhecht, baugeschichtlich von Bedeutung | 09274586 |
| Weitere Bilder                          | Wohnhaus (Umgebinde) | Rumburger Straße 63 (Karte)                                                                                              | Mitte 19. Jahrhundert                                                                                    | Doppelstubenhaus, Obergeschoss Fachwerk, verbrettert, schöner Granittürstock, nahe der Mandau gelegen, baugeschichtlich von Bedeutung | 09274457 |
| Weitere Bilder                          | Wohnhaus (Umgebinde) | Rumburger Straße 64 (Karte)                                                                                              | 1838 | Doppelstubenhaus, Obergeschoss Fachwerk, verbrettert, Blickfang wegen erhöhter Lage an Wegegabelung, baugeschichtlich von Bedeutung | 09274450 |
| Weitere Bilder                          | Wohnhaus (Umgebinde) | Rumburger Straße 65 (Karte)                                                                                              | Ende 19. Jahrhundert                                                                                     | Eingeschossiges Umgebindehaus mit Drempel und Zwerchhaus, aufwändig gestaltete Umgebindekonstruktion, Lage unmittelbar an der Mandau, spätes Beispiel für Aufnahme der Umgebinde-Bauweise, baugeschichtlich von Bedeutung | 09274498 |
|                                         | Mietvilla | Rumburger Straße 70 (Karte)                                                                                              | Ende 19. Jahrhundert                                                                                     | Historisierender Putzbau mit Ziegelsteingliederung, aufwändiger Fachwerkgiebel, Balkon, in erhöhter Lage, Blickfang im Ortsbild, baugeschichtlich von Bedeutung | 09274454 |
|                                         | Wohnhaus (Umgebinde) ohne Anbau | Rumburger Straße 73 (Karte)                                                                                              | Bezeichnet mit 1851                                                                                      | Doppelstubenhaus, Obergeschoss Fachwerk, schönes Türportal, Blickfang im Straßenbild, baugeschichtlich von Bedeutung | 09274500 |
| Weitere Bilder                          | Wohnhaus (Umgebinde) über winkelförmigem Grundriss, ohne massiven Anbau | Rumburger Straße 74 (Karte)                                                                                              | 1. Hälfte 19. Jahrhundert                                                                                | Zwei Gebäudeflügel, Obergeschoss Fachwerk, verkleidet, seltenes Beispiel eines winkelförmigen Doppelstubenhauses, baugeschichtlich von Bedeutung | 09274456 |
|                                         | Wohnhaus (Umgebinde) | Rumburger Straße 75 (Karte)                                                                                              | 1. Hälfte 19. Jahrhundert                                                                                | Obergeschoss Fachwerk, zweifarbig verschiefert, Dachhecht, baugeschichtlich von Bedeutung | 09274501 |
| Weitere Bilder                          | Wohnhaus (Umgebinde) und Nebengebäude | Rumburger Straße 78 (Karte)                                                                                              | Mitte 19. Jahrhundert                                                                                    | Wohnhaus Doppelstubenhaus, Obergeschoss Fachwerk, verbrettert, Nebengebäude ebenfalls Fachwerk verbrettert, baugeschichtlich von Bedeutung | 09274499 |
|                                         | Wohnhaus | Rumburger Straße 79 (Karte)                                                                                              | Bezeichnet mit 1861                                                                                      | Obergeschoss Fachwerk, vermutlich ehemaliges Umgebindehaus, baugeschichtlich von Bedeutung | 09274502 |
|                                         | Mietvilla mit Einfriedung und Keller | Rumburger Straße 80 (Karte)                                                                                              | Bezeichnet mit 1901                                                                                      | Historisierender Putzbau mit aufwändigem Fachwerkgiebel, Blickfang an Kreuzung, baugeschichtlich von Bedeutung | 09274496 |
|                                         | Wohnhaus (Umgebinde) mit Einfriedung | Rumburger Straße 81 (Karte)                                                                                              | 1. Drittel 19. Jahrhundert                                                                               | Doppelstubenhaus, Obergeschoss Fachwerk, schöner Dachhecht, eines der schmuckvollsten und besonders einheitlich erhaltenen Doppelstubenhäuser, an Wegegabelung gelegener Blickfang, wichtig fürs Ortsbild, baugeschichtlich von Bedeutung | 09274503 |
| Weitere Bilder                          | Wohnhaus (Umgebinde) | Rumburger Straße 84 (Karte)                                                                                              | Ende 18. Jahrhundert                                                                                     | Obergeschoss Fachwerk, zweifarbig verschiefert, Dachhecht, Blickfang im Straßenbild, baugeschichtlich von Bedeutung | 09274497 |
|                                         | Wohnhaus (Umgebinde) mit massivem Anbau | Rumburger Straße 85 (Karte)                                                                                              | 1. Hälfte 19. Jahrhundert                                                                                | Obergeschoss Fachwerk, verkleidet, in markanter Ecklage zum Mauerweg, massiver Anbau aus der Gründerzeit, baugeschichtlich von Bedeutung | 09274506 |
|                                         | Wohnhaus (Umgebinde) | Rumburger Straße 89 (Karte)                                                                                              | 1. Hälfte 19. Jahrhundert, späterer Anbau                                                                | Doppelstubenhaus, Obergeschoss Fachwerk, verbrettert, Umgebindekonstruktion mit profilierten Säulen, schönes Türportal, baugeschichtlich von Bedeutung | 09274510 |
|                                         | Wohnhaus (Umgebinde) eines Bauernhofes | Rumburger Straße 94 (Karte)                                                                                              | Bezeichnet mit 1860, im Kern älter                                                                       | Obergeschoss Fachwerk, verbrettert bzw. verschiefert, Teil eines Dreiseithofes, baugeschichtlich von Bedeutung | 09274504 |
|                                         | Wohnhaus (Umgebinde) | Rumburger Straße 99 (Karte)                                                                                              | Bezeichnet mit 1846                                                                                      | Obergeschoss Fachwerk, weitgehend originale Bausubstanz, zusammen mit Nr. 122 Blickfang im Ortsbild, baugeschichtlich von Bedeutung | 09274513 |
|                                         | Wohnhaus (Umgebinde) | Rumburger Straße 102 (Karte)                                                                                             | 1. Hälfte 19. Jahrhundert                                                                                | Eingeschossiges Umgebindehaus in erhöhter Lage, baugeschichtlich von Bedeutung | 09274508 |
|                                         | Wohnhaus | Rumburger Straße 105 (Karte)                                                                                             | Vermutlich noch 18. Jahrhundert                                                                          | Eingeschossiges Gebäude in böhmischer Bauweise (Blockstube ohne Umgebindekonstruktion), weitgehend erhaltene Bausubstanz, seltener Haustyp im Ort, baugeschichtlich von Bedeutung | 09274605 |
|                                         | Wohnhaus, vermutlich ehemals Faktorei, mit parkähnlichem Garten | Rumburger Straße 106 (Karte)                                                                                             | 1. Hälfte 19. Jahrhundert                                                                                | Repräsentatives Wohnhaus, weitgehend originale Bausubstanz, Fachwerk-Obergeschoss verbrettert (gekerbte Brettlagen), schönes Korbbogenportal, mächtiges Krüppelwalmdach mit Fledermausgaupen, ortsgeschichtlich und baugeschichtlich von Bedeutung | 09274509 |
|                                         | Wohnhaus (Umgebinde) | Rumburger Straße 122 (Karte)                                                                                             | 1. Hälfte 19. Jahrhundert                                                                                | Obergeschoss Fachwerk, Dachhecht, weitgehend originale Bausubstanz, zusammen mit Nr. 99 Blickfang im Ortsbild (Wegegabelung), baugeschichtlich von Bedeutung | 09274511 |
| Weitere Bilder                          | Wohnhaus (Umgebinde) | Rumburger Straße 123 (Karte)                                                                                             | Um 1785                                                                                                  | Doppelstubenhaus, Obergeschoss Fachwerk, zum Teil verschiefert, baugeschichtlich von Bedeutung | 09274571 |
|                                         | Spritzenhaus | Rumburger Straße 123 (gegenüber) (Karte)                                                                                 | Bezeichnet mit 1824                                                                                      | Kleiner, eingeschossiger Bau, Bruchstein, ortsgeschichtlich von Bedeutung | 09274582 |
|                                         | Wohnteil (Umgebinde) eines Wohnstallhauses, Teil eines Bauernhofes | Rumburger Straße 124 (Karte)                                                                                             | Bezeichnet mit 1847                                                                                      | Obergeschoss Fachwerk, verkleidet, schönes Türportal, baugeschichtlich von Bedeutung | 09274514 |
| Weitere Bilder                          | Wohnhaus (Umgebinde) | Rumburger Straße 127 (Karte)                                                                                             | 1. Hälfte 19. Jahrhundert                                                                                | Helldunkelverschieferung im Fachwerkobergeschoss und Giebel, schöner Dachhecht, Granittürstock, baugeschichtlich von Bedeutung | 09274567 |
|                                         | Wohnhaus (Umgebinde) | Rumburger Straße 129 (Karte)                                                                                             | Ende 19. Jahrhundert                                                                                     | Kleines, eingeschossiges Umgebindehaus, aufwändig gestaltete Umgebindekonstruktion, Dachhecht, baugeschichtlich von Bedeutung | 09274566 |
| Direkt Bild zu diesem Denkmal hochladen | Wohnhaus (Umgebinde) und Stützmauer | Rumburger Straße 130 (Karte)                                                                                             | Um 1850                                                                                                  | Doppelstubenhaus mit Anbau, Obergeschoss holzverkleidet, Stützmauer Naturstein, baugeschichtlicher Wert | 09306349 |
|                                         | Türstock eines Wohnhauses | Rumburger Straße 134 (Karte)                                                                                             | Bezeichnet mit 1818                                                                                      | Barock-klassizistisches Korbbogenportal, künstlerisch von Bedeutung | 09274604 |
| Weitere Bilder                          | Wohnhaus (Umgebinde) ohne Anbau | Rumburger Straße 135 (Karte)                                                                                             | 1. Drittel 19. Jahrhundert                                                                               | Obergeschoss Fachwerk, Umgebindekonstruktion mit profilierten Säulen, baugeschichtlich von Bedeutung | 09274560 |
|                                         | Wohnhaus (Umgebinde) ohne massiven Anbau | Rumburger Straße 137 (Karte)                                                                                             | 1. Hälfte 19. Jahrhundert                                                                                | Eingeschossiges Umgebindehaus, wichtig für Ortsbild | 09274885 |
|                                         | Verwaltungsgebäude (Zollhaus) | Rumburger Straße 139 (Karte)                                                                                             | Ende 19. Jahrhundert                                                                                     | Schlichter, gelber, gründerzeitlicher Klinkerbau mit Fachwerk-Kniestock und -Zwerchhaus (verbrettert), sehr gut erhaltene Bausubstanz, ortshistorische Bedeutung | 09274555 |
|                                         | Wohnhaus (Umgebinde) | Rumburger Straße 142 (Karte)                                                                                             | 1. Hälfte 19. Jahrhundert, im Kern älter                                                                 | Doppelstubenhaus, Obergeschoss Fachwerk, verbrettert, Beispiel für die Obergeschoss-Verschalung als Steinimitation im späten 19. Jahrhundert, baugeschichtlich von Bedeutung | 09274584 |
|                                         | Wohnhaus (Umgebinde) | Rumburger Straße 150 (Karte)                                                                                             | 1. Hälfte 19. Jahrhundert                                                                                | Doppelstubenhaus, Obergeschoss Fachwerk, verschiefert, Dachhecht, für Ortsbild wichtig, baugeschichtlich von Bedeutung | 09274569 |
| Weitere Bilder                          | Wohnhaus (Umgebinde) | Rumburger Straße 158 (Karte)                                                                                             | 1. Hälfte 19. Jahrhundert                                                                                | Doppelstubenhaus, Obergeschoss Fachwerk, verschalt, Blickfang im Straßenbild, baugeschichtlich von Bedeutung | 09274565 |
| Weitere Bilder                          | Wohnhaus (Umgebinde) | Rumburger Straße 162 (Karte)                                                                                             | Mitte 19. Jahrhundert                                                                                    | Doppelstubenhaus, Obergeschoss Fachwerk, verbrettert, schöner Dachhecht, baugeschichtlich von Bedeutung | 09274559 |
|                                         | Wohnhaus (Umgebinde) mit Hofpflaster | Rumburger Straße 168 (Karte)                                                                                             | Bezeichnet mit 1825                                                                                      | Doppelstubenhaus, Obergeschoss Fachwerk, verbrettert, baugeschichtlich von Bedeutung | 09274558 |
|                                         | Wohnhaus (Umgebinde) | Rumburger Straße 172 (Karte)                                                                                             | Bezeichnet mit 1826                                                                                      | Doppelstubenhaus, Obergeschoss Fachwerk, verkleidet, schönes Korbbogenportal, baugeschichtlich von Bedeutung | 09274556 |
|                                         | Wohnhaus | Schmidtgasse 2 (Karte)                                                                                                   | Frühes 19. Jahrhundert                                                                                   | Obergeschoss Fachwerk, wohl ehemals als Nebengebäude zu Nr. 4 gehörend, Blickfang, baugeschichtlich von Bedeutung | 09274681 |
|                                         | Wohnhaus (Umgebinde) | Schmidtgasse 4 (Karte)                                                                                                   | Im Kern 1771, später überformt                                                                           | Obergeschoss Fachwerk, Dachhecht, baugeschichtlich von Bedeutung | 09274583 |
|                                         | Wohnhaus | Schwarze Gasse 2 (Karte)                                                                                                 | 2. Drittel 19. Jahrhundert                                                                               | Obergeschoss Fachwerk, Dachhecht, baugeschichtlich von Bedeutung | 09274465 |
|                                         | Wohnhaus | Spitzkunnersdorfer Straße 3 (Karte)                                                                                      | Um 1800                                                                                                  | Ehemaliges Umgebindehaus, Obergeschoss Fachwerk, teilweise verschiefert, Blickfang, wichtig für Ortsbild, baugeschichtlich von Bedeutung | 09274701 |
| Direkt Bild zu diesem Denkmal hochladen | Wandbild | Spitzkunnersdorfer Straße 8 (Karte)                                                                                      | 1982 | Außen an der Kantine der Seifhennersdorfer Schuhfabrik Trumpf, in Mosaiksteinchen gelegt, zeigt abstrahiert, aber gegenständlich Arbeitsabläufe der Schuhproduktion, Künstler war der Chilene Hector Tobar, Bild datiert mit 1982, künstlerisch und ortsgeschichtlich von Bedeutung | 09307175 |
| Weitere Bilder                          | Färbehäus'l: Wohnhaus (Umgebinde) | Stollebergstraße 1 (Karte)                                                                                               | Bezeichnet mit 1862, im Kern älter                                                                       | Obergeschoss Fachwerk, verbrettert, Dachhecht, baugeschichtlich von Bedeutung, als ehemaliges Färbehäus'l ein Denkmal der Produktionsgeschichte | 09274704 |
|                                         | Wohnhaus (Umgebinde) mit Anbau | Südstraße 1 (Karte) | Bezeichnet mit 1853                                                                                      | Doppelstubenhaus, Obergeschoss Fachwerk, verkleidet, Blickfang an Straßenkreuzung | 09274837 |
|                                         | Villa mit Einfriedung | Südstraße 11 (Karte) | Bezeichnet mit 1895                                                                                      | Repräsentatives Gebäude im Stil des Späthistorismus, im Erdgeschoss runder, im Obergeschoss polygonaler Treppenturm (mit spitzem Abschluss), Giebel mit Freigespärre, reicher plastischer Bauschmuck, baugeschichtlich von Bedeutung | 09274838 |
| Weitere Bilder                          | Wohnhaus (Umgebinde) | Südstraße 12 (Karte) | Im Kern um 1700, Umbau bezeichnet mit 1877                                                               | Obergeschoss Fachwerk, teilweise verbrettert, seltenes Fachwerkgefüge (Andreaskreuze) von wissenschaftlich-dokumentarischem Wert, baugeschichtlich von Bedeutung | 09274620 |
|                                         | Wohnstallhaus (Umgebinde, mit Oberlaube) eines Bauernhofes | Südstraße 14 (Karte) | Im Kern frühes 19. Jahrhundert                                                                           | Obergeschoss Fachwerk, verbrettert, mit verbretterter Oberlaube, Seltenheitswert | 09274685 |
|                                         | Villa mit Einfriedung und Garten | Südstraße 15 (Karte) | Um 1900                                                                                                  | Gründerzeitlicher Putzbau mit Zierfachwerk-Elementen, weitgehend originale Bausubstanz | 09274621 |
| Weitere Bilder                          | Wohnhaus (Umgebinde) | Südstraße 26 (Karte) | 1. Drittel 19. Jahrhundert                                                                               | Doppelstubenhaus, Obergeschoss Fachwerk, zweifarbig verschiefert, weitgehend originale Bausubstanz, Blickfang, baugeschichtlich von Bedeutung | 09274441 |
|                                         | Wohnhaus | Südstraße 30 (Karte) | 1. Hälfte 19. Jahrhundert                                                                                | Blockstube ohne Umgebindekonstruktion, Obergeschoss Fachwerk, Dachhecht, freie Lage in einer Straßenkurve, wichtig für Ortsbild, baugeschichtlich von Bedeutung | 09274886 |
|                                         | Wohnhaus (Umgebinde) | Südstraße 32 (Karte) | Bezeichnet mit 1841                                                                                      | Doppelstubenhaus, Obergeschoss Fachwerk, verbrettert, Dachhecht, schönes Türportal, baugeschichtlich von Bedeutung | 09274473 |
|                                         | Wohnstallhaus (Umgebinde) eines Bauernhofes | Südstraße 34 (Karte) | Bezeichnet mit 1815                                                                                      | Obergeschoss Fachwerk, einfaches Korbbogenportal, Dachhecht, baugeschichtlich von Bedeutung | 09274474 |
|                                         | Wohnstallhaus (Umgebinde) eines Bauernhofes | Südstraße 36 (Karte) | 1. Hälfte 19. Jahrhundert                                                                                | Obergeschoss Fachwerk, verkleidet, baugeschichtlich von Bedeutung | 09274475 |
| Direkt Bild zu diesem Denkmal hochladen | Wohnhaus, ohne Anbau | Südstraße 54 (Karte) | Um 1800                                                                                                  | Ehemaliges Umgebindehaus, Obergeschoss Fachwerk, zweifarbig verschiefert, hölzerner Türstock mit geschweiftem Sturz, baugeschichtlich von Bedeutung | 09274839 |
| Direkt Bild zu diesem Denkmal hochladen | Wohnstallhaus eines Bauernhofes | Südstraße 60 (Karte) | Bezeichnet mit 1847                                                                                      | Obergeschoss Fachwerk, schönes Türportal, Dachhecht, Teil eines Winkelhofes, baugeschichtlich von Bedeutung | 09274531 |
|                                         | Wohnhaus eines Bauernhofes | Südstraße 64 (Karte) | 1. Hälfte 19. Jahrhundert                                                                                | Obergeschoss Fachwerk, schöner Dachhecht, ehemaliges Umgebindehaus eines Winkelhofes, Blickfang im Ort, baugeschichtlich von Bedeutung | 09274547 |
| Direkt Bild zu diesem Denkmal hochladen | Wohnstallhaus eines großen Bauernhofes | Südstraße 70 (Karte) | 1. Hälfte 19. Jahrhundert                                                                                | Zur Hälfte Obergeschoss Fachwerk, baugeschichtliche Bedeutung | 09306350 |
|                                         | Wohnstallhaus eines Bauernhofes | Südstraße 78 (Karte) | Bezeichnet mit 1849                                                                                      | Obergeschoss Fachwerk, Granittürstock, vermutlich ehemaliges Umgebindehaus, baugeschichtlich von Bedeutung | 09274546 |
|                                         | Wohnstallhaus eines Vierseithofes | Südstraße 84 (Karte) | Bezeichnet mit 1847                                                                                      | Obergeschoss Fachwerk, ehemaliges Umgebindehaus, schönes Türportal, zwei Dachhechte, baugeschichtlich von Bedeutung | 09274545 |
|                                         | Wohnhaus (ohne Anbau) mit seitlicher Einfriedung | Uferweg 5 (Karte) | Bezeichnet mit 1872                                                                                      | Einer der für die 2. Hälfte des 19. Jahrhunderts charakteristischen Massivbauten des Ortes, schönes Türportal, Dachhecht, Blickfang im Ortsbild, baugeschichtlich von Bedeutung, Einfriedungszaun als Eisengitter | 09274590 |
| Direkt Bild zu diesem Denkmal hochladen | Stützmauern der Mandau | Uferweg 7, 9, 11 (bei) (Karte)                                                                                           | 19. Jahrhundert                                                                                          | Natur-Bruchstein | 09305637 |
| Weitere Bilder                          | Wohnhaus (Umgebinde) | Uferweg 7 (Karte) | Ende 18. Jahrhundert                                                                                     | Doppelstubenhaus, Obergeschoss Fachwerk, verbrettert, Dachhecht, baugeschichtlich von Bedeutung | 09274591 |
| Weitere Bilder                          | Wohnhaus (Umgebinde) | Uferweg 8 (Karte) | 1. Hälfte 19. Jahrhundert                                                                                | Doppelstubenhaus, Obergeschoss Fachwerk, verschiefert, baugeschichtlich von Bedeutung | 09274593 |
| Weitere Bilder                          | Wohnhaus (Umgebinde) ohne Anbau | Uferweg 9 (Karte) | 1. Hälfte 19. Jahrhundert                                                                                | Doppelstubenhaus, Obergeschoss Fachwerk, verbrettert, gutes Beispiel für die Steinimitation-Verbretterung des späten 19. Jahrhunderts, baugeschichtlich von Bedeutung | 09274592 |
| Weitere Bilder                          | Wohnhaus (Umgebinde) ohne Anbau | Uferweg 11 (Karte) | Mitte 19. Jahrhundert                                                                                    | Doppelstubenhaus, Fachwerk-Obergeschoss verkleidet (Kassettierungen an der Traufseite), schöner Dachhecht, wichtig für Ortsbild, baugeschichtlich von Bedeutung | 09274887 |
| Direkt Bild zu diesem Denkmal hochladen | Brücke | Volksbadstraße (Karte)                                                                                                   | 19. Jahrhundert                                                                                          | Ein Bogen, Bruchstein, am Beginn der Volksbadstraße von der Gründelstraße, bau- und verkehrsgeschichtlicher Wert | 09306351 |
|                                         | Silberteichbaude | Volksbadstraße 2a (Karte)                                                                                                | 1937 | Bau aus Granitquadern und Holz, ortsgeschichtlich bedeutend | 09271233 |
|                                         | Spritzenhaus | Warnsdorfer Straße 3 (Karte)                                                                                             | Ende 19. Jahrhundert                                                                                     | Gründerzeitlicher Putzbau mit Ziegeldekor, ortsgeschichtlich von Bedeutung | 09274783 |
|                                         | Wohnhaus, ohne Anbau | Warnsdorfer Straße 4 (Karte)                                                                                             | Bezeichnet mit 1822                                                                                      | Ehemaliges Umgebindehaus, Obergeschoss Fachwerk, verkleidet, schönes Korbbogenportal mit Jugendstil-Vordach, ortsbildprägend, wichtige Sichtachse, baugeschichtlich und personengeschichtlich von Bedeutung, Geburtshaus des Architekten und Kunstgewerblers Bruno Paul | 09274785 |
| Weitere Bilder                          | Wohnhaus (Umgebinde), ehemalige Faktorei | Warnsdorfer Straße 5 (Karte)                                                                                             | 1. Hälfte 19. Jahrhundert                                                                                | Obergeschoss Fachwerk, verbrettert, ausgesprochen schönes Korbbogenportal, Umgebindekonstruktion mit profilierten Säulen, im Dach fünf Fledermausgaupen mit reicher Grillage, großes Faktorenhaus und eines der schönsten Umgebindehäuser des Ortes, wichtig für Ortsbild/Sichtbeziehung, baugeschichtlich und ortsgeschichtlich von Bedeutung | 09274782 |
|                                         | Wohnhaus (Umgebinde) | Warnsdorfer Straße 6 (Karte)                                                                                             | Um 1800                                                                                                  | Eingeschossiges Doppelstubenhaus, ortsbildbestimmend, baugeschichtlich von Bedeutung | 09274788 |
|                                         | Wohnhaus (Umgebinde) | Warnsdorfer Straße 7 (Karte)                                                                                             | 1. Hälfte 19. Jahrhundert                                                                                | Doppelstubenhaus, Obergeschoss Fachwerk, verbrettert, Korbbogenportal, Umgebindekonstruktion mit profilierten Säulen, wichtig für Ortsbild und als Blickfang, baugeschichtlich von Bedeutung | 09274787 |
|                                         | Wohnhaus (Umgebinde) | Warnsdorfer Straße 11 (Karte)                                                                                            | Um 1800                                                                                                  | Doppelstubenhaus, Obergeschoss Fachwerk, verbrettert, wichtig für Ortsbild, baugeschichtlich von Bedeutung | 09274789 |
|                                         | Wohnhaus | Warnsdorfer Straße 12 (Karte)                                                                                            | Ende 19. Jahrhundert                                                                                     | Eingeschossiger Massivbau mit Kniestock und risalitartig vorgezogenem Zwerchhaus, historisierende Architekturgliederung, baugeschichtlich von Bedeutung | 09274828 |
|                                         | Villa mit Einfriedung und Garten | Warnsdorfer Straße 13 (Karte)                                                                                            | Um 1900                                                                                                  | Klinkerbau im Stil des Späthistorismus, mit Standerker über zwei Geschosse und polygonalem Eckturm mit welscher Haube, wichtig für Ortsbild, baugeschichtlich von Bedeutung | 09274826 |
| Direkt Bild zu diesem Denkmal hochladen | Wohnstallhaus (Umgebinde), vor dem Haus Granittrog | Warnsdorfer Straße 16 (Karte)                                                                                            | Im Kern frühes 18. Jahrhundert                                                                           | Obergeschoss Fachwerk, verbrettert, baugeschichtlich von Bedeutung | 09274830 |
|                                         | Fabrikantenvilla (ohne Fabrikanbau) und Wirtschaftsgebäude im Hof sowie Einfriedung und Garten | Warnsdorfer Straße 17 (Karte)                                                                                            | Bezeichnet mit 1906                                                                                      | Repräsentativer Klinkerbau mit Volutengiebel, im Stil des Späthistorismus mit Jugendstil-Anklängen, baugeschichtlich und ortsgeschichtlich von Bedeutung | 09274827 |
| Direkt Bild zu diesem Denkmal hochladen | Wohnstallhaus (Umgebinde) und Scheune eines Bauernhofes | Warnsdorfer Straße 18 (Karte)                                                                                            | Im Kern noch 18. Jahrhundert                                                                             | Wohnstallhaus Obergeschoss Fachwerk, verschiefert, Fachwerkscheune an der Rückseite mit Kreuzstreben, durch Hanglage als Blickfang und für Ortsbild wichtig, baugeschichtlich und wirtschaftsgeschichtlich von Bedeutung | 09274831 |
|                                         | Wohnhaus (Umgebinde), ehemaliges Faktorenhaus, vor der Tür zwei Granitbänke, sowie Scheune | Warnsdorfer Straße 24 (Karte)                                                                                            | Im Kern frühes 19. Jahrhundert                                                                           | Doppelstubenhaus, Obergeschoss Fachwerk, verschiefert, durch freie Lage wichtig für Ortsbild/Sichtbeziehung, baugeschichtlich und ortsgeschichtlich von Bedeutung | 09274833 |
|                                         | Wohnstallhaus (Umgebinde) und Seitengebäude eines Bauernhofes, vor dem Haus Granitwassertrog | Warnsdorfer Straße 28 (Karte)                                                                                            | Um 1800                                                                                                  | Wohnstallhaus Obergeschoss Fachwerk, teilweise verbrettert, Seitengebäude mit Fachwerk-Obergeschoss, baugeschichtlich und wirtschaftsgeschichtlich von Bedeutung | 09274832 |
|                                         | Ehemaliges Wohnstallhaus (Umgebinde, mit Oberlaube) eines ehemaligen Bauernhofes | Warnsdorfer Straße 32 (Karte)                                                                                            | Um 1800, mehrfach verändert                                                                              | Obergeschoss Fachwerk, verbrettert bzw. verkleidet, geschlossene und verbretterte Oberlaube, schönes Korbbogenportal, baugeschichtlich von Bedeutung | 09274834 |
|                                         | Wohnstallhaus (Umgebinde) eines Bauernhofes | Wiesenweg 2 (Karte) | Im Kern um 1800                                                                                          | Obergeschoss Fachwerk, verbrettert, wichtig für Ortsbild/Sichtbeziehung, baugeschichtlich von Bedeutung | 09274743 |
|                                         | Wohnstallhaus (Umgebinde), ehemals Gasthof „Zur Beerenweinschänke“ | Wiesenweg 4 (Karte) | Um 1740                                                                                                  | Obergeschoss Fachwerk, teilweise verkleidet, schönes Korbbogenportal, baugeschichtlich und ortsgeschichtlich von Bedeutung | 09274742 |
|                                         | Wohnstallhaus eines Bauernhofes | Wiesenweg 6 (Karte) | Im Kern wohl frühes 18. Jahrhundert, später verändert                                                    | Vermutlich ehemaliges Umgebindehaus, Obergeschoss Fachwerk, verbrettert, Granittürstock, das Gebäude als Teil eines Winkelhofes, wirkt durch seine massige Kubatur und die strenge, schlichte Fenstergliederung, baugeschichtlich von Bedeutung | 09274741 |
|                                         | Wohnstallhaus (Umgebinde, mit Oberlaube) eines ehemaligen Bauernhofes | Wiesenweg 8 (Karte) | Um 1680                                                                                                  | Obergeschoss Fachwerk, mit Kreuzstreben, teilweise verbrettert, mit geschlossener Oberlaube, einer der wertvollsten Belege für den Übergang zum Stockwerkbau (Rähmbau) in den Dörfern des oberen Mandautales, baugeschichtlich und hausgeschichtlich von Bedeutung | 09274748 |
|                                         | Seitengebäude eines ehemaligen Bauernhofes | Wilhelm-Stolle-Weg 1 (Karte)                                                                                             | Mitte 19. Jahrhundert                                                                                    | Obergeschoss Fachwerk, verbrettert, vermutlich altes Auszugshaus; markanter Blickfang am Ufer der Mandau, sozialgeschichtlich von Bedeutung | 09274544 |
|                                         | Wohnhaus (Umgebinde) | Wilhelm-Stolle-Weg 2 (Karte)                                                                                             | Im Kern um 1800                                                                                          | Obergeschoss Fachwerk, teilweise verschiefert, schönes Türportal, baugeschichtlich von Bedeutung | 09274521 |
|                                         | Waldfluß mit Bachmauern und Steindeckerbrücke | Wilhelm-Stolle-Weg 3 (bei), südlich von Nr. 3, am Waldflußweg (Karte)                                                    | 19. Jahrhundert                                                                                          | Brücke in zwei Steinplatten, Mauern bei Flurstück 176, baugeschichtlich von Bedeutung | 09274488 |
|                                         | Wohnhaus | Wilhelm-Stolle-Weg 3 (Karte)                                                                                             | 1. Hälfte 19. Jahrhundert                                                                                | Obergeschoss Fachwerk, Korbbogenportal, weitgehend originale Bausubstanz, Blickfang in Bachaue der Mandau, baugeschichtlich von Bedeutung | 09274487 |
|                                         | Wohnhaus (Umgebinde) ohne Anbau | Wilhelm-Stolle-Weg 10 (Karte)                                                                                            | 1. Hälfte 19. Jahrhundert                                                                                | Eingeschossiges Umgebindehaus mit hübschem Dachhecht, baugeschichtlich von Bedeutung | 09274525 |
|                                         | Wohnhaus (Umgebinde) | Wilhelm-Stolle-Weg 11 (Karte)                                                                                            | 1. Hälfte 19. Jahrhundert                                                                                | Eingeschossiges Umgebindehaus, Giebel verschiefert, schöner Dachhecht, baugeschichtlich von Bedeutung | 09274522 |
|                                         | Wohnhaus (Umgebinde) | Wilhelm-Stolle-Weg 13 (Karte)                                                                                            | 1. Hälfte 19. Jahrhundert                                                                                | Doppelstubenhaus, weitgehend original erhaltene Bausubstanz, Obergeschoss Fachwerk, verschiefert bzw. verbrettert, schönes Beispiel für Steinbauimitation im späten 19. Jahrhundert, baugeschichtlich von Bedeutung | 09274524 |
|                                         | Wohnhaus (Umgebinde) mit Anbau | Wilhelm-Stolle-Weg 15 (Karte)                                                                                            | Laut Auskunft 1823                                                                                       | Eingeschossiges Umgebindehaus, Giebel verbrettert, zweigeschossiger Anbau, Blickfang im Ortsbild, baugeschichtlich von Bedeutung | 09274523 |
|                                         | Wohnhaus (Umgebinde) ohne Anbau | Wilhelm-Stolle-Weg 22 (Karte)                                                                                            | 2. Hälfte 19. Jahrhundert                                                                                | Doppelstubenhaus, Obergeschoss Fachwerk, teilweise verkleidet, in einer Biegung der Mandau gelegen, Blickfang im Ortsbild, baugeschichtlich von Bedeutung | 09274533 |
|                                         | Wohnhaus (Umgebinde) | Wilhelm-Stolle-Weg 25 (Karte)                                                                                            | Laut Auskunft 1876                                                                                       | Obergeschoss Fachwerk, Giebel verschiefert, baugeschichtlich von Bedeutung | 09274528 |
|                                         | Wohnhaus (Umgebinde) | Wilhelm-Stolle-Weg 28 (Karte)                                                                                            | 1. Hälfte 19. Jahrhundert                                                                                | Obergeschoss Fachwerk, verschiefert, schöner Holztürstock, baugeschichtlich von Bedeutung | 09274534 |
|                                         | Wohnhaus (Umgebinde) | Wilhelm-Stolle-Weg 29 (Karte)                                                                                            | Bezeichnet mit 1825                                                                                      | Doppelstubenhaus, Obergeschoss Fachwerk, verkleidet, schönes Korbbogenportal, Umgebindekonstruktion teilweise mit profilierten Säulen, baugeschichtlich von Bedeutung | 09274529 |
|                                         | Wohnhaus (Umgebinde) | Wilhelm-Stolle-Weg 34 (Karte)                                                                                            | Bezeichnet mit 1880                                                                                      | Doppelstubenhaus, Obergeschoss Fachwerk, Dachhecht, baugeschichtlich von Bedeutung | 09274535 |
|                                         | Wohnhaus (Umgebinde) | Wilhelm-Stolle-Weg 36 (Karte)                                                                                            | Bezeichnet mit 1847                                                                                      | Doppelstubenhaus, Obergeschoss Fachwerk, teilweise verschiefert, baugeschichtlich von Bedeutung | 09274537 |
|                                         | Wohnhaus (Umgebinde) | Wilhelm-Stolle-Weg 38 (Karte)                                                                                            | 2. Drittel 19. Jahrhundert                                                                               | Obergeschoss Fachwerk, teilweise verbrettert, baugeschichtlich von Bedeutung | 09274539 |
|                                         | Wohnhaus | Wilhelm-Stolle-Weg 39 (Karte)                                                                                            | 2. Hälfte 19. Jahrhundert                                                                                | Obergeschoss Fachwerk, Korbbogenportal, baugeschichtlich von Bedeutung | 09274536 |
| Weitere Bilder                          | Denkmal zur Erinnerung an die Befreiungskriege und die Völkerschlacht bei Leipzig | Zollstraße (gegenüber Nr. 2, Ecke Warnsdorfer Straße) (Karte)                                                            | Bezeichnet mit 1913                                                                                      | Granitmonolith in Form eines Obelisken (bezeichnet mit „1813/18. October 1913“) am hinteren Ende der kleinen Parkanlage, geschichtlich von Bedeutung | 09274694 |
|                                         | Wohnhaus (Umgebinde) mit seitlichem Anbau (ohne den massiven Anbau zur Straße) | Zollstraße 1 (Karte) | Im Kern um 1800                                                                                          | Obergeschoss Fachwerk, verbrettert (gekerbte Brettlagen), schöner Dachhecht mit hölzernem Zierwerk, in dieser Form im Ort eine singuläre Erscheinung, wichtig für Ortsbild | 09274784 |
| Weitere Bilder                          | Mietshaus mit Laden | Zollstraße 2 (Karte) | Bezeichnet mit 1907                                                                                      | Historisierende Putzfassade, am Schnittpunkt mehrerer Straßen, ortsbildprägend, Eckbetonung mit reich geschmücktem Erker, baugeschichtlich von Bedeutung | 09274691 |
| Direkt Bild zu diesem Denkmal hochladen | Brücke in drei Bögen über die Mandau und Flussmauern bei Einmündung des Leutersdorfer Wassers in die Mandau | Zollstraße 2 (bei) (Karte)                                                                                               | Bezeichnet mit 1898 (Brücke); 19. Jahrhundert (Uferbefestigung)                                          | Bau- und ortsgeschichtliche Bedeutung | 09306352 |
|                                         | Portal mit Tür an Rückseite (Hofseite) sowie Hauseingangstür an Straßenseite eines Wohnhauses | Zollstraße 6 (Karte) | Frühes 19. Jahrhundert (Portal Hofseite); Ende 19. Jahrhundert (Tür Straßenseite)                        | Zum Hof schönes Korbbogenportal, an vorderer Traufseite eine prächtige Füllungstür in Neorenaissance-Formen, handwerklich-künstlerisch von Bedeutung | 09274755 |
|                                         | Mietvilla | Zollstraße 8 (Karte) | Ende 19. Jahrhundert                                                                                     | Historisierende Putzfassade, mittenbetont mit Risalit und Dreiecksgiebel, baugeschichtlich von Bedeutung | 09274754 |
|                                         | Villa mit Garten, Toreinfahrt und Einfriedung | Zollstraße 14 (Karte) | Um 1900                                                                                                  | Reich gegliederte historisierende Putzfassade, plastischer Bauschmuck, wichtig für Ortsbild, Einfriedung mit profilierten Sandsteinsäulen und Ziergittern, baugeschichtlich und ortsgeschichtlich von Bedeutung | 09274753 |
|                                         | Wohnhaus (Umgebinde) | Zollstraße 27 (Karte) | Im Kern um 1800                                                                                          | Obergeschoss Fachwerk, verkleidet, baugeschichtlich von Bedeutung | 09274466 |
|                                         | Mietvilla | Zollstraße 28 (Karte) | Bezeichnet mit 1901                                                                                      | Einfache Putzfassade mit Fachwerk-Elementen, im Stil des Späthistorismus, wichtig für Ortsbild und Sichtbeziehung, baugeschichtlich von Bedeutung | 09274602 |
|                                         | Wohnhaus (Umgebinde) | Zollstraße 29 (Karte) | Im Kern 18. Jahrhundert                                                                                  | Doppelstubenhaus, Obergeschoss Fachwerk, verbrettert, baugeschichtlich von Bedeutung | 09274751 |
|                                         | Mietvilla | Zollstraße 32 (Karte) | Um 1900                                                                                                  | Einfache Putzfassade mit Fachwerk-Elementen, noch historisierend, wichtig für Ortsbild und Sichtbeziehung, baugeschichtlich von Bedeutung | 09274464 |
|                                         | Wohnhaus (Umgebinde, mit Oberlaube) mit Anbau, Teil eines Bauernhofes | Zollstraße 33 (Karte) | Frühes 19. Jahrhundert                                                                                   | Obergeschoss Fachwerk, teilweise verbrettert, unverkleidete Fachwerk-Oberlaube, wichtig fürs Ortsbild, baugeschichtlich von Bedeutung | 09274750 |
|                                         | Wohnstallhaus (Umgebinde, mit Oberlaube) eines Bauernhofes | Zollstraße 37 (Karte) | Im Kern wohl 2. Hälfte 18. Jahrhundert, Umbau bezeichnet mit 1859                                        | Obergeschoss Fachwerk, verbrettert, Fachwerk-Oberlaube verbrettert, schönes Türportal, Dachhecht, zusammen mit Wiesenweg 8 und Halbendorfer Straße 10 eines der wertvollsten älteren Umgebindehäuser des Ortes, baugeschichtlich von Bedeutung | 09274749 |

## Ehemalige Denkmäler
| Bild                                    | Bezeichnung                                                               | Lage                             | Datierung                                         | Beschreibung | ID       |
| --------------------------------------- | ------------------------------------------------------------------------- | -------------------------------- | ------------------------------------------------- | --- | -------- |
| Direkt Bild zu diesem Denkmal hochladen | Steg über einen Graben                                                    | Bräuerstraße 13 (bei) (Karte)    | 19. Jahrhundert                                   | Aus drei langen Steinplatten bestehend, baugeschichtlich von Bedeutung. Zwischen 2019 und 2024 aus der Denkmalliste gestrichen. | 09274494 |
| Weitere Bilder                          | Wohnhaus (Umgebinde), ohne angebauten Massivbau                           | Grunewaldweg 5 (Karte)           | 1. Hälfte 19. Jahrhundert                         | Doppelstubenhaus, Obergeschoss Fachwerk, verbrettert, baugeschichtlich von Bedeutung. 2016 oder 2017 abgerissen. | 09274578 |
| Weitere Bilder                          | Wohnhaus (Umgebinde) eines Bauernhofes                                    | Leutersdorfer Straße 41 (Karte)  | Bezeichnet mit 1845                               | Doppelstubenhaus, Obergeschoss Fachwerk, teilweise verbrettert, schönes Türportal, Blickfang, wichtig für Ortsbild, baugeschichtlich von Bedeutung. Zwischen 2014 und 2019 aus der Denkmalliste gestrichen. | 09274730 |
|                                         | Wohnhaus (Umgebinde) mit Anbau                                            | Mönchsbergweg 1 (Karte)          | Im Kern vermutlich noch 18. Jahrhundert           | Obergeschoss Fachwerk, verbrettert, baugeschichtlich von Bedeutung. Zwischen 2014 und 2019 aus der Denkmalliste gestrichen. | 09274721 |
| Direkt Bild zu diesem Denkmal hochladen | Kino                                                                      | Nordstraße 14 (Karte)            | 1955/1956                                         | Kopfbau mit Kassenhalle längs der Straße, rechts drei Achsen weit heraustretend, im Winkel Eingang mit säulengetragener Bedachung, davor Freitreppe, nach hinten Anbau mit Kinosaal mit 365 Plätzen, alles Walmdächer mit Fledermausgaupen, stilvolle traditionelle Architektur der Zeit, baugeschichtlich und gesellschaftsgeschichtlich von Bedeutung. 2016 abgerissen. | 09305228 |
| Direkt Bild zu diesem Denkmal hochladen | Karasekmuseum                                                             | Nordstraße 21a (Karte)           | 1848 als Wohnstallhaus eines Vierseithofes erbaut | Umgenutztes Wohnstallhaus eines Vierseithofes, eingeschossig mit Drempelgeschoss und Satteldach, im südlichen Teil Wohnräume und im nördlichen Teil Kuh- und Pferdestall, der Hof wurde im Jahr 1848 von Familie Bärsch erbaut. Museum ab 1977, baugeschichtliche Bedeutung, ortsgeschichtliche Bedeutung als Museum.                                                     | 09306709 |
|                                         | Wohnhaus                                                                  | Ohmannweg 10 (Karte)             | 3. Viertel 19. Jahrhundert                        | Instruktives Beispiel für massiven Steinbau im Ort, mit Aufnahme dorftypischer Baugewohnheiten (Dachhecht), baugeschichtlich von Bedeutung. Zwischen 2014 und 2019 aus der Denkmalliste gestrichen. | 09274467 |
|                                         | Wohnhaus (Umgebinde)                                                      | Ohmannweg 12 (Karte)             | Ende 19. Jahrhundert                              | Eingeschossiges Umgebindehaus mit Kniestock, Mittelrisalit mit Zwerchhaus, spätes Beispiel der Umgebinde-Bauweise. Zwischen 2019 und 2024 aus der Denkmalliste gestrichen. | 09274468 |
|                                         | Einfriedung                                                               | Ohmannweg 21 (Karte)             | Nach 1920                                         | Gartenzaun aus sehr fein beschnitzten Holzbrettern, im Heimatstil, wahrscheinlich nach slowakischen Vorbildern (laut Überlieferung), singuläres Beispiel dieser Art im Ort, sozialgeschichtlich von Bedeutung. Zwischen 2014 und 2019 aus der Denkmalliste gestrichen. | 09274472 |
| Direkt Bild zu diesem Denkmal hochladen | Fabrikbau über winkelförmigem Grundriss, mit Einfriedung und Pförtnerhaus | Rosa-Luxemburg-Straße 15 (Karte) | 1928                                              | Im Heimatstil der 1920er Jahre, weitgehend originale Bausubstanz, straßenseitig dem leichten Rund der Straße folgend, bau- und ortsgeschichtlich von Bedeutung. 2017 abgerissen. | 09274618 |
| Direkt Bild zu diesem Denkmal hochladen | Gasthaus „Zum Hirsch“ mit Saalanbau                                       | Rumburger Straße 47 (Karte)      | Im Kern um 1800 (Gasthof); um 1930 (Saal)         | Obergeschoss Fachwerk, Krüppelwalmdach mit Hecht, 1923 wurde der Tanzsaal in ein Kino umgebaut und bis 1954 bespielt, bau- und ortsgeschichtlich von Bedeutung. 2017 oder 2018 abgerissen. | 09271550 |
|                                         | Gasthaus „Zur Grenze“, mit Anbau                                          | Rumburger Straße 170 (Karte)     | Um 1800                                           | Obergeschoss Fachwerk, teilweise verbrettert, Mansarddach, ortsgeschichtlich und baugeschichtlich von Bedeutung. 2016 oder 2017 abgerissen. | 09274557 |
| Direkt Bild zu diesem Denkmal hochladen | Wohnhaus (Umgebinde)                                                      | Sternweg 6 (Karte)               | Mitte 19. Jahrhundert                             | Eingeschossiges Doppelstubenhaus, weitgehend originale Bausubstanz, Lage an der Mandau, baugeschichtlich von Bedeutung. Zwischen 2010 und 2014 abgerissen. | 09274515 |
|                                         | Türstock und Tür eines Wohnhauses                                         | Südstraße 18 (Karte)             | Um 1800                                           | Holztürstock mit geschweiftem Sturz, handwerklich-künstlerisch von Bedeutung. Zwischen 2014 und 2019 aus der Denkmalliste gestrichen. | 09274684 |

## Tabellenlegende
- Bild: Bild des Kulturdenkmals, ggf. zusätzlich mit einem Link zu weiteren Fotos des Kulturdenkmals im Medienarchiv Wikimedia Commons. Wenn man auf das Kamerasymbol klickt, können Fotos zu Kulturdenkmalen aus dieser Liste hochgeladen werden:
- Bezeichnung: Denkmalgeschützte Objekte und ggf. Bauwerksname des Kulturdenkmals
- Lage: Straßenname und Hausnummer oder Flurstücknummer des Kulturdenkmals. Die Grundsortierung der Liste erfolgt nach dieser Adresse. Der Link (Karte) führt zu verschiedenen Kartendiensten mit der Position des Kulturdenkmals. Fehlt dieser Link, wurden die Koordinaten noch nicht eingetragen. Sind diese bekannt, können sie über ein Tool mit einer Kartenansicht einfach nachgetragen werden. In dieser Kartenansicht sind Kulturdenkmale ohne Koordinaten mit einem roten bzw. orangen Marker dargestellt und können durch Verschieben auf die richtige Position in der Karte mit Koordinaten versehen werden. Kulturdenkmale ohne Bild sind an einem blauen bzw. roten Marker erkennbar.
- Datierung: Baubeginn, Fertigstellung, Datum der Erstnennung oder grobe zeitliche Einordnung entsprechend des Eintrags in der sächsischen Denkmaldatenbank
- Beschreibung: Kurzcharakteristik des Kulturdenkmals entsprechend des Eintrags in der sächsischen Denkmaldatenbank, ggf. ergänzt durch die dort nur selten veröffentlichten Erfassungstexte oder zusätzliche Informationen
- ID: Vom Landesamt für Denkmalpflege Sachsen vergebene, das Kulturdenkmal eindeutig identifizierende Objekt-Nummer. Der Link führt zum PDF-Denkmaldokument des Landesamtes für Denkmalpflege Sachsen. Bei ehemaligen Kulturdenkmalen können die Objektnummern unbekannt sein und deshalb fehlen bzw. die Links von aus der Datenbank entfernten Objektnummern ins Leere führen. Ein ggf. vorhandenes Icon  führt zu den Angaben des Kulturdenkmals bei Wikidata.